# Championnat de France de hockey sur glace 2009-2010
Saison précédente Saison suivante
La saison 2009-2010 est la 89e saison du championnat de France de hockey sur glace.

## Ligue Magnus

### Équipes engagées
| Amiens Rouen Neuilly Strasbourg Épinal Angers Dijon Morzine Mont-Blanc Chamonix Grenoble Villard Gap Briançon |

Elles sont au nombre de quatorze :
- Gothiques d'Amiens
- Ducs d'Angers
- Diables rouges de Briançon
- Chamois de Chamonix
- Ducs de Dijon
- Dauphins d'Épinal
- Rapaces de Gap, promu de Division 1
- Brûleurs de loups de Grenoble
- Avalanche Mont-Blanc
- Pingouins de Morzine
- Bisons de Neuilly-sur-Marne, repêché de Ligue Magnus en raison de la non validation du club de Tours[1]
- Dragons de Rouen
- Étoile noire de Strasbourg
- Ours de Villard-de-Lans

### Résultats

#### Saison régulière

##### Matchs
| Domicile / Extérieur          | Amiens  | Angers | Briançon | Chamonix | Dijon  | Épinal | Gap    | Grenoble | Mont-Blanc | Morzine | Neuilly sur Marne | Rouen  | Strasbourg | Villard |
| Gothiques d'Amiens            |         | 2-5    | 5-4 ap   | 6-1      | 13-1   | 8-4    | 1-4    | 4-3 ap   | 11-3       | 5-4     | 11-3              | 4-3    | 7-4        | 5-2     |
| Ducs d'Angers                 | 4-2     |        | 5-1      | 8-5      | 12-4   | 9-5    | 7-1    | 4-5      | 4-2        | 5-2     | 10-1              | 2-3    | 7-2        | 5-3     |
| Diables rouges de Briançon    | 6-3     | 5-2    |          | 3-2      | 5-4 ap | 6-1    | 6-1    | 4-0      | 6-2        | 5-1     | 5-2               | 4-3 ap | 7-3        | 5-4     |
| Chamois de Chamonix           | 3-5     | 2-7    | 0-6      |          | 4-5 ap | 6-2    | 3-4 ap | 3-1      | 5-2        | 2-5     | 9-3               | 3-4    | 0-1        | 4-3     |
| Ducs de Dijon                 | 3-4 tab | 3-2    | 3-7      | 4-1      |        | 5-4 ap | 8-2    | 1-5      | 2-1        | 10-8    | 5-1               | 2-4    | 3-6        | 8-2     |
| Dauphins d'Épinal             | 3-4     | 3-5    | 1-3      | 2-3 ap   | 5-7    |        | 4-3    | 0-5      | 9-3        | 6-5     | 5-3               | 3-9    | 1-2        | 2-6     |
| Rapaces de Gap                | 1-4     | 0-7    | 2-3 tab  | 2-3      | 5-0    | 2-4    |        | 4-3      | 6-2        | 6-0     | 4-3               | 0-5    | 4-1        | 5-2     |
| Brûleurs de loups de Grenoble | 6-5     | 4-3    | 2-7      | 5-2      | 7-2    | 4-3 ap | 2-1    |          | 3-1        | 8-2     | 7-3               | 3-2    | 5-3        | 4-0     |
| Avalanche Mont-Blanc          | 3-6     | 5-3    | 2-5      | 2-5      | 5-2    | 2-4    | 3-6    | 4-5      |            | 3-5     | 6-4               | 2-3 ap | 3-1        | 3-6     |
| Pingouins de Morzine          | 2-5     | 2-5    | 2-4      | 3-2 ap   | 6-3    | 3-2 ap | 5-3    | 2-6      | 5-2        |         | 8-7 ap            | 4-3    | 3-0        | 6-3     |
| Bisons de Neuilly-sur-Marne   | 1-6     | 3-4    | 3-12     | 6-7 ap   | 4-6    | 6-3    | 3-2    | 6-5 ap   | 5-2        | 3-6     |                   | 0-7    | 3-4        | 2-6     |
| Dragons de Rouen              | 8-3     | 2-1    | 5-2      | 7-3      | 2-3 ap | 6-4    | 6-2    | 5-3      | 12-2       | 7-2     | 10-5              |        | 11-2       | 3-0     |
| Étoile noire de Strasbourg    | 3-1     | 2-3 ap | 4-3 ap   | 5-2      | 3-6    | 4-2    | 3-1    | 1-4      | 10-4       | 0-2     | 2-0               | 2-4    |            | 3-1     |
| Ours de Villard-de-Lans       | 7-0     | 3-7    | 4-3      | 2-4      | 6-3    | 5-3    | 5-2    | 5-6 tab  | 4-5 tab    | 3-4 ap  | 10-2              | 3-4 ap | 1-4        |         |

|  | Victoire à domicile |  | Victoire à l'extérieur | a.p. : Après prolongation | tab : aux tirs au but |

##### Classement
Nota : PJ : parties jouées, V. : victoires, Vp. : victoires en prolongation, N. : matchs nuls, Pp. : défaites en prolongation, P. : défaites, Pts : points, Bp : buts pour, Bc : buts contre, Diff : différence de buts.
Mise à jour le 17 février 2010
|     | Équipe                        | PJ | V. | Vp. | N. | Pp. | P. | Pts | Bp  | Bc  | Diff |
| --- | ----------------------------- | -- | -- | --- | -- | --- | -- | --- | --- | --- | ---- |
| 1er | Dragons de Rouen              | 26 | 19 | 2   | 0  | 2   | 3  | 44  | 138 | 64  | + 74 |
| 2e  | Diables rouges de Briançon    | 26 | 18 | 3   | 0  | 2   | 3  | 44  | 127 | 66  | + 61 |
| 3e  | Ducs d'Angers                 | 26 | 18 | 1   | 0  | 0   | 7  | 38  | 136 | 71  | + 65 |
| 4e  | Gothiques d'Amiens            | 26 | 15 | 3   | 0  | 0   | 8  | 36  | 130 | 91  | + 39 |
| 5e  | Brûleurs de loups de Grenoble | 26 | 18 | 2   | 0  | 1   | 5  | 35  | 112 | 75  | + 37 |
| 6e  | Pingouins de Morzine          | 26 | 10 | 4   | 0  | 0   | 12 | 28  | 97  | 107 | - 10 |
| 7e  | Étoile noire de Strasbourg    | 26 | 12 | 1   | 0  | 1   | 12 | 27  | 75  | 88  | - 13 |
| 8e  | Ducs de Dijon                 | 26 | 9  | 3   | 0  | 3   | 11 | 27  | 102 | 126 | - 24 |
| 9e  | Chamois de Chamonix           | 26 | 8  | 2   | 0  | 3   | 13 | 23  | 83  | 104 | - 21 |
| 10e | Ours de Villard-de-Lans       | 26 | 9  | 0   | 0  | 4   | 13 | 22  | 96  | 102 | - 7  |
| 11e | Rapaces de Gap                | 26 | 9  | 1   | 0  | 1   | 15 | 21  | 73  | 93  | - 20 |
| 12e | Dauphins d'Épinal             | 26 | 6  | 0   | 0  | 4   | 16 | 16  | 85  | 124 | - 39 |
| 13e | Bisons de Neuilly-sur-Marne   | 26 | 3  | 1   | 0  | 2   | 20 | 10  | 82  | 162 | - 80 |
| 14e | Avalanche Mont-Blanc          | 26 | 4  | 1   | 0  | 1   | 20 | 9   | 74  | 137 | - 63 |

- Grenoble a écopé d'une pénalité de 6 points.
- Mont-Blanc a écopé d'une pénalité de 2 points.

##### Meilleurs pointeurs
Nota : PJ = parties jouées, B = buts, A = assistances, Pts = points, Pun = minutes de pénalité
| Joueur             | Équipe   | PJ | B  | A  | Pts | Pun |
| Jonathan Bellemare | Angers   | 26 | 18 | 43 | 61  | 42  |
| Carl Mallette      | Rouen    | 26 | 16 | 38 | 54  | 34  |
| Marc-André Bernier | Briançon | 25 | 27 | 21 | 48  | 24  |
| Éric Fortier       | Angers   | 26 | 20 | 28 | 48  | 32  |
| Julien Desrosiers  | Rouen    | 24 | 23 | 24 | 47  | 40  |

#### Séries éliminatoires

##### Tableau
|  | Tour préliminaire | Tour préliminaire       | Tour préliminaire             |                               |                               | Quarts de finale           | Quarts de finale | Quarts de finale           |   |  | Demi-finales | Demi-finales | Demi-finales     |   |  | Finale | Finale | Finale |
|  |                   |                         |                               |                               |                               |                            |                  |                            |   |  |              |              |                  |   |  |        |        |        |
|  | 8                 | Ducs de Dijon           | 1                             |                               |                               |                            |                  |                            |   |  |              |              |                  |   |  |        |        |        |
|  | 9                 | Chamois de Chamonix     | 2                             |                               |                               |                            |                  |                            |   |  |              |              |                  |   |  |        |        |        |
|  | 9                 | Chamois de Chamonix     | 2                             |                               | 1                             | Dragons de Rouen           | 3                |                            |   |  |              |              |                  |   |  |        |        |        |
|  |                   |                         |                               |                               | 1                             | Dragons de Rouen           | 3                |                            |   |  |              |              |                  |   |  |        |        |        |
|  |                   |                         | 9                             | Chamois de Chamonix           | 0                             |                            |                  |                            |   |  |              |              |                  |   |  |        |        |        |
|  |                   |                         | 9                             | Chamois de Chamonix           | 0                             |                            |                  |                            |   |  |              |              |                  |   |  |        |        |        |
|  |                   |                         |                               |                               |                               |                            |                  |                            |   |  |              |              |                  |   |  |        |        |        |
|  |                   |                         |                               |                               |                               |                            |                  |                            |   |  |              |              |                  |   |  |        |        |        |
|  |                   |                         |                               |                               |                               |                            | 1                | Dragons de Rouen           | 3 |  |              |              |                  |   |  |        |        |        |
|  |                   |                         |                               |                               |                               |                            |                  |                            | 3 |  |              |              |                  |   |  |        |        |        |
|  |                   | 5                       | Brûleurs de loups de Grenoble | 0                             |                               |                            |                  |                            |   |  |              |              |                  |   |  |        |        |        |
|  | 5                 | 5                       | Brûleurs de loups de Grenoble | 0                             | Brûleurs de loups de Grenoble | 2                          |                  |                            |   |  |              |              |                  |   |  |        |        |        |
|  | 5                 |                         |                               |                               | Brûleurs de loups de Grenoble | 2                          |                  |                            |   |  |              |              |                  |   |  |        |        |        |
|  | 12                | Dauphins d'Épinal       | 0                             |                               |                               |                            |                  |                            |   |  |              |              |                  |   |  |        |        |        |
|  | 12                | Dauphins d'Épinal       | 0                             |                               | 4                             | Gothiques d'Amiens         | 1                |                            |   |  |              |              |                  |   |  |        |        |        |
|  |                   |                         |                               |                               | 4                             | Gothiques d'Amiens         | 1                |                            |   |  |              |              |                  |   |  |        |        |        |
|  |                   |                         | 5                             | Brûleurs de loups de Grenoble | 3                             |                            |                  |                            |   |  |              |              |                  |   |  |        |        |        |
|  |                   |                         | 5                             | Brûleurs de loups de Grenoble | 3                             |                            |                  |                            |   |  |              |              |                  |   |  |        |        |        |
|  |                   |                         |                               |                               |                               |                            |                  |                            |   |  |              |              |                  |   |  |        |        |        |
|  |                   |                         |                               |                               |                               |                            |                  |                            |   |  |              |              |                  |   |  |        |        |        |
|  |                   |                         |                               |                               |                               |                            |                  |                            |   |  |              | 1            | Dragons de Rouen | 3 |  |        |        |        |
|  |                   |                         |                               |                               |                               |                            |                  |                            |   |  |              |              |                  |   |  |        |        |        |
|  |                   | 3                       | Ducs d'Angers                 | 2                             |                               |                            |                  |                            |   |  |              |              |                  |   |  |        |        |        |
|  | 7                 | 3                       | Ducs d'Angers                 | 2                             | Étoile noire de Strasbourg    | 2                          |                  |                            |   |  |              |              |                  |   |  |        |        |        |
|  | 7                 |                         |                               |                               | Étoile noire de Strasbourg    | 2                          |                  |                            |   |  |              |              |                  |   |  |        |        |        |
|  | 10                | Ours de Villard-de-Lans | 0                             |                               |                               |                            |                  |                            |   |  |              |              |                  |   |  |        |        |        |
|  | 10                | Ours de Villard-de-Lans | 0                             |                               | 2                             | Diables rouges de Briançon | 3                |                            |   |  |              |              |                  |   |  |        |        |        |
|  |                   |                         |                               |                               | 2                             | Diables rouges de Briançon | 3                |                            |   |  |              |              |                  |   |  |        |        |        |
|  |                   |                         | 7                             | Étoile noire de Strasbourg    | 1                             |                            |                  |                            |   |  |              |              |                  |   |  |        |        |        |
|  |                   |                         | 7                             | Étoile noire de Strasbourg    | 1                             |                            |                  |                            |   |  |              |              |                  |   |  |        |        |        |
|  |                   |                         |                               |                               |                               |                            |                  |                            |   |  |              |              |                  |   |  |        |        |        |
|  |                   |                         |                               |                               |                               |                            |                  |                            |   |  |              |              |                  |   |  |        |        |        |
|  |                   |                         |                               |                               |                               |                            | 2                | Diables rouges de Briançon | 2 |  |              |              |                  |   |  |        |        |        |
|  |                   |                         |                               |                               |                               |                            |                  |                            | 2 |  |              |              |                  |   |  |        |        |        |
|  |                   | 3                       | Ducs d'Angers                 | 3                             |                               |                            |                  |                            |   |  |              |              |                  |   |  |        |        |        |
|  | 6                 | 3                       | Ducs d'Angers                 | 3                             | Pingouins de Morzine          | 2                          |                  |                            |   |  |              |              |                  |   |  |        |        |        |
|  | 6                 |                         |                               |                               | Pingouins de Morzine          | 2                          |                  |                            |   |  |              |              |                  |   |  |        |        |        |
|  | 11                | Rapaces de Gap          | 0                             |                               |                               |                            |                  |                            |   |  |              |              |                  |   |  |        |        |        |
|  | 11                | Rapaces de Gap          | 0                             |                               | 3                             | Ducs d'Angers              | 3                |                            |   |  |              |              |                  |   |  |        |        |        |
|  |                   |                         |                               |                               | 3                             | Ducs d'Angers              | 3                |                            |   |  |              |              |                  |   |  |        |        |        |
|  |                   |                         | 6                             | Pingouins de Morzine          | 0                             |                            |                  |                            |   |  |              |              |                  |   |  |        |        |        |
|  |                   |                         | 6                             | Pingouins de Morzine          | 0                             |                            |                  |                            |   |  |              |              |                  |   |  |        |        |        |
|  |                   |                         |                               |                               |                               |                            |                  |                            |   |  |              |              |                  |   |  |        |        |        |

##### Matchs

###### Tour préliminaire
Ducs de Dijon vs Chamois de Chamonix
| mardi 9 mars 2010 | Chamois de Chamonix | 6-4 (2-0, 2-1, 2-3) | Ducs de Dijon | Richard Bozon 760 spectateurs |

| Feuille de match | Feuille de match | Feuille de match                        | Feuille de match | Feuille de match     |
| ---------------- | --- | --------------------------------------- | --- | -------------------- |
|                  | V.Kara (L.Gras) - 9 min 16 s T.Geffroy (M.Arnaud) [5-4] - 12 min 03 s J.Hoog [5-3] - 25 min 23 s R.Aimonetto (A.Audibert, E.Tobiasson Harris) - 38 min 40 s A.Torgersson - 50 min 55 s L.Gras - 59 min 19 s | 1-0 2-0 3-0 3-1 4-1 5-1 5-2 5-3 5-4 6-4 | L.Mazerolle (P.Resetka, A.Numinen) [5-4] - 35 min 57 s E.Pain (P.Resetka, A.Hascoet) - 54 min 33 s M.Reynolds (L.Mazerolle, P.Resetka) - 57 min 23 s L.Mazerolle (P.Resetka, M.Kristin) - 58 min 02 s | Arbitrage : S. Fabre |
| Radovan Hurajt   | Gardiens | Andy Foliot                             | | Arbitrage : S. Fabre |
| 20 min           | Pénalités | 43 min                                  | | Arbitrage : S. Fabre |
|                  | |                                         | | Arbitrage : S. Fabre |

| vendredi 12 mars 2010 | Ducs de Dijon | 2-1 (1-0, 0-0, 1-1) | Chamois de Chamonix | Trimolet 687 spectateurs |

| Feuille de match | Feuille de match                                                                     | Feuille de match | Feuille de match                          | Feuille de match        |
| ---------------- | ------------------------------------------------------------------------------------ | ---------------- | ----------------------------------------- | ----------------------- |
|                  | A.Gillet (M.Seguy, A.Hascoet) - 7 min 27 s P.Strapaty (E.Pain, A.Lezo) - 42 min 07 s | 1-0 2-0 2-1      | L.Gras (A.Torgersson) [5-4] - 52 min 10 s | Arbitrage : F. Bachelet |
| Florian Hardy    | Gardiens                                                                             | Radovan Hurajt   |                                           | Arbitrage : F. Bachelet |
| 18 min           | Pénalités                                                                            | 16 min           |                                           | Arbitrage : F. Bachelet |
|                  |                                                                                      |                  |                                           | Arbitrage : F. Bachelet |

| samedi 13 mars 2010 | Ducs de Dijon | 2-4 (1-1, 1-1, 0-2) | Chamois de Chamonix | Trimolet 513 spectateurs |

| Feuille de match | Feuille de match                                                                                   | Feuille de match        | Feuille de match | Feuille de match        |
| ---------------- | -------------------------------------------------------------------------------------------------- | ----------------------- | --- | ----------------------- |
|                  | E.Pain (P.Strapaty, A.Gillet) [5-4] - 17 min 31 s A.Hascoet (E.Pain, A.Gillet) [5-4] - 29 min 22 s | 0-1 1-1 1-2 2-2 2-3 2-4 | J.Hoog (L.Gras, A.Torgersson) [5-4] - 11 min 22 s M.Arnaud (R.Aimonetto, F.Veydarier - 23 min 18 s L.Gras (V.Kara) - 53 min 28 s J.Hoog (A.Torgersson, V.Kara) - 55 min 17 s | Arbitrage : A. Bourreau |
| Florian Hardy    | Gardiens                                                                                           | Radovan Hurajt          | | Arbitrage : A. Bourreau |
| 18 min           | Pénalités                                                                                          | 14 min                  | | Arbitrage : A. Bourreau |
|                  | |                         | | Arbitrage : A. Bourreau |

Brûleurs de loups de Grenoble vs Dauphins d'Épinal
| mardi 9 mars 2010 | Dauphins d'Épinal | 1-3 (0-1, 0-1, 1-1) | Brûleurs de loups de Grenoble | Poissompré 400 spectateurs |

| Feuille de match | Feuille de match                            | Feuille de match | Feuille de match | Feuille de match       |
| ---------------- | ------------------------------------------- | ---------------- | --- | ---------------------- |
|                  | G.Chassard (M.Petrak, J.Plch) - 46 min 42 s | 0-1 0-2 0-3 1-3  | N. Jansson (S.Nilson, L.Broz) - 18 min 39 s J.Baylacq (C.Tartari, M.Jansson) - 26 min 55 s J.Baylacq (L.Broz, A.Manavian) - 46 min 08 s | Arbitrage : A.Hauchart |
| Enrik Tojkander  | Gardiens                                    | Eddy Ferhi       | | Arbitrage : A.Hauchart |
| 6 min            | Pénalités                                   | 10 min           | | Arbitrage : A.Hauchart |
|                  |                                             |                  | | Arbitrage : A.Hauchart |

| vendredi 12 mars 2010 | Brûleurs de loups de Grenoble | 4-1 (2-0, 0-1, 2-0) | Dauphins d'Épinal | Pôle Sud 3 200 spectateurs |

| Feuille de match | Feuille de match | Feuille de match    | Feuille de match                    | Feuille de match     |
| ---------------- | --- | ------------------- | ----------------------------------- | -------------------- |
|                  | M.Jansson (A.Nilsson) - 3 min 04 s N.Arrossamena (M.Jansson, A.Manavian) - 4 min 30 s A.Rouleau (J.Dufour) - 53 min 25 s A.Nilsson [4-5, cage vide] : 59 min 52 s | 1-0 2-0 2-1 3-1 4-1 | M.Petrak (G.Chassard) - 25 min 30 s | Arbitrage : N.Barbez |
| Eddy Ferhi       | Gardiens | Enrik Tojkander     |                                     | Arbitrage : N.Barbez |
| 14 min           | Pénalités | 42 min              |                                     | Arbitrage : N.Barbez |
|                  | |                     |                                     | Arbitrage : N.Barbez |

Étoile noire de Strasbourg vs Ours de Villard-de-Lans
| mardi 9 mars 2010 | Ours de Villard-de-Lans | 2-3 (TB) (0-0, 2-0, 0-2, 0-1) | Étoile noire de Strasbourg | André Ravix 510 spectateurs |

| Feuille de match | Feuille de match                                                                                      | Feuille de match    | Feuille de match | Feuille de match          |
| ---------------- | --- | ------------------- | --- | ------------------------- |
|                  | A.Lefebvre (N.Antonoff, E.Saksinen) - 33 min 01 s C.Papa (M.Le Blond, E.Saksinen) [5-3] - 36 min 03 s | 1-0 2-0 2-1 2-2 2-3 | H.Laine (C.Trabichet, M.Cesnek)- 56 min 50 s H.Laine (E.Dufournet, D.Striz) [5-4] - 59 min 33 s E.Marcos - 65 min 00 s | Arbitrage : J. Bergamelli |
| Romain Farrugia  | Gardiens                                                                                              | Vladimir Hiadlovsky | | Arbitrage : J. Bergamelli |
| 10 min           | Pénalités                                                                                             | 6 min               | | Arbitrage : J. Bergamelli |
|                  | |                     | | Arbitrage : J. Bergamelli |

| vendredi 12 mars 2010 | Étoile noire de Strasbourg | 5-3 (4-2, 1-1, 0-0) | Ours de Villard-de-Lans | L'Iceberg 1 451 spectateurs |

| Feuille de match    | Feuille de match | Feuille de match                | Feuille de match | Feuille de match        |
| ------------------- | --- | ------------------------------- | --- | ----------------------- |
|                     | M.Gilchrist (B.Sarazin, M.Mallette) - 39 s P.Devin (R.Raymond) - 9 min 11 s E.Marcos (E.Dufournet, A.Baazzi) - 9 min 25 s E.Dufournet (E.Marcos, M.Cesnek) - 16 min 09 s M.Cesnek (A.Baazzi, E.Dufournet) [5-4] - 39 min 02 s | 1-0 1-1 2-1 3-1 4-1 4-2 4-3 5-3 | T.Lemoine (N.Lafontaine, M.Le Blond) - 4 min 55 s N.Lafontaine (M.Le Blond) - 19 min 17 s N.Antonoff (C.Masson, D.Sedlak) [4-3] - 27 min 59 s | Arbitrage : A. Bourreau |
| Vladimir Hiadlovsky | Gardiens | Romain Farrugia                 | | Arbitrage : A. Bourreau |
| 14 min              | Pénalités | 8 min                           | | Arbitrage : A. Bourreau |
|                     | |                                 | | Arbitrage : A. Bourreau |

Pingouins de Morzine vs Rapaces de Gap
| mardi 9 mars 2010 | Rapaces de Gap | 3-5 (1-2, 1-0, 1-3) | Pingouins de Morzine | Brown Ferrand 584 spectateurs |

| Feuille de match | Feuille de match | Feuille de match                | Feuille de match | Feuille de match        |
| ---------------- | --- | ------------------------------- | --- | ----------------------- |
|                  | T.Skvaridlo (R.Moussier, J.Suchanek) - 5 min 40 s J.Charette (T. Skvaridlo, R.Moussier) - 24 min 12 s T.Skvarilod (J.Suchanek, T.Read) - 52 min 19 s | 1-0 1-1 1-2 2-2 2-3 2-4 3-4 3-5 | N. Desforges d'Aoust - 12 min 51 s N. Toivonen - 18 min 31 s N.Desforges d'Aoust (S.Immonen, M.Hlava) - 41 min 19 s C.Elian (N.Desforges d'Aoust, M.Halava) - 47 min 55 s N.Desforges d'Aoust (N.Toivonen) - 58 min 03 s | Arbitrage : B. Colleoni |
| Ronan Quemener   | Gardiens | Guillaume Richard               | | Arbitrage : B. Colleoni |
| 12 min           | Pénalités | 6 min                           | | Arbitrage : B. Colleoni |
|                  | |                                 | | Arbitrage : B. Colleoni |

| vendredi 12 mars 2010 | Pingouins de Morzine | 4-2 (0-2, 1-0, 3-0) | Rapaces de Gap | Parc des Sports 1 150 spectateurs |

| Feuille de match  | Feuille de match | Feuille de match        | Feuille de match                                                                            | Feuille de match     |
| ----------------- | --- | ----------------------- | ------------------------------------------------------------------------------------------- | -------------------- |
|                   | A.Koponen (M.Halava) [5-4] - 26 min 07 s A.Koponen (S.Immonen, L.Hjalmarsson) - 43 min 13 s L.Hjalmarsson (S.Immonen, A.Koponen) - 49 min 24 s M.Halava [cage vide] - 59 min 40 s | 0-1 0-2 1-2 2-2 3-2 4-2 | J.Piras (S.Vidal, M.Slupski) - 10 min 29 s J.Rambousek (T.Read, M.Tekel) [5-4]- 12 min 29 s | Arbitrage : D. Velay |
| Guillaume Richard | Gardiens | Ronan Quemener          |                                                                                             | Arbitrage : D. Velay |
| 6 min             | Pénalités | 14 min                  |                                                                                             | Arbitrage : D. Velay |
|                   | |                         |                                                                                             | Arbitrage : D. Velay |

###### Quarts de finale
Dragons de Rouen vs Chamois de Chamonix
| 16 mars 2010 | Dragons de Rouen | 8-4 (1-1, 5-1, 2-2) | Chamois de Chamonix | Ile Lacroix 2 560 spectateurs |

| Feuille de match | Feuille de match | Feuille de match | Feuille de match | Feuille de match                      |
| ---------------- | --- | ---------------- | --- | ------------------------------------- |
|                  | 11 min 36 s Mallette (Thinel, Doucet) [5-4] 21 min 47 s Mallette (Tarantino, Desrosiers) 25 min 57 s Tardif (Zwikel, Holmqvist) [5-4] 29 min 01 s Mallette (Eriksson, Desrosiers) [5-4] 30 min 35 s Virolainen (Lampérier, Tarantino) 36 min 00 s Lampérier (Tarantino, Thinel) 55 min 46 s Thinel (Tarantino, Lampérier) 59 min 21 s Zwikel (Salmivirta, Holmqvist) |                  | 19 min 26 s Aimonetto 31 min 23 s Arnaud (Audibert, Aimonetto) 41 min 58 s Hoog (Arnaud) [5-3] 42 min 44 s Hoog (Arnaud) [5-4] | Arbitrage : S.Fabre B.Gremion Y.Furet |
| Trevor Koenig    | Gardiens | Tom Charton      | | Arbitrage : S.Fabre B.Gremion Y.Furet |
| 49 min           | Pénalités | 18 min           | | Arbitrage : S.Fabre B.Gremion Y.Furet |
|                  | |                  | | Arbitrage : S.Fabre B.Gremion Y.Furet |

| 1er mars 2010 | Dragons de Rouen | 6-2 (3-0, 2-2, 1-0) | Chamois de Chamonix | Ile Lacroix 2 564 spectateurs |

| Feuille de match | Feuille de match | Feuille de match                             | Feuille de match                                                                      | Feuille de match                      |
| ---------------- | --- | -------------------------------------------- | ------------------------------------------------------------------------------------- | ------------------------------------- |
|                  | 7 min 10 s Salmivirta (Babka, Ohberg) 12 min 09 s Desrosiers (Holmqvist, Mallette) 13 min 47 s Salmivirta (Holmqvist, Babka) [5-4] 24 min 51 s Salmivirta (Babka, Tardif) 32 min 04 s Salmivirta (Zwikel) 57 min 14 s Tardif (Salmivirta, Zwikel) |                                              | 29 min 24 s Arnaud (Hoog, Gras) [5-4] 36 min 46 s Tobiasson Harris (Kara, Hoog) [5-4] | Arbitrage : D.Bliek B.Gremion Y.Furet |
| Trevor Koenig    | Gardiens | Radovan Hurajt 40 min 00 s GCHG: Tom Charton |                                                                                       | Arbitrage : D.Bliek B.Gremion Y.Furet |
| 18 min           | Pénalités | 18 min                                       |                                                                                       | Arbitrage : D.Bliek B.Gremion Y.Furet |
|                  | |                                              |                                                                                       | Arbitrage : D.Bliek B.Gremion Y.Furet |

| 19 mars 2010 | Chamois de Chamonix | 3-6 (0-4, 3-1, 0-1) | Dragons de Rouen | Richard Bozon 882 spectateurs |

| Feuille de match | Feuille de match                                                                                                 | Feuille de match | Feuille de match | Feuille de match                       |
| ---------------- | --- | ---------------- | --- | -------------------------------------- |
|                  | 25 min 42 s Audibert (Besson) [5-4] 33 min 59 s Kara (Torgersson, Gras) 34 min 46 s Aimonetto (Arnuad, Audibert) |                  | 3 min 48 s Desrosiers (Mallette) 7 min 16 s Doucet (Thinel) 13 min 52 s Doucet (Thinel, Eriksson) 14 min 59 s Salmivirta (Holmqvist, Tardif) 27 min 50 s Thinel (Mallette, Desrosiers) [5-4] 59 min 46 s Thinel (Doucet) | Arbitrage : F.Bachelet A.Grabit A.Popa |
| Tom Charton      | Gardiens | Trevor Koenig    | | Arbitrage : F.Bachelet A.Grabit A.Popa |
| 12 min           | Pénalités | 18 min           | | Arbitrage : F.Bachelet A.Grabit A.Popa |
|                  | |                  | | Arbitrage : F.Bachelet A.Grabit A.Popa |

Gothiques d'Amiens vs Brûleurs de loups de Grenoble
| 16 mars 2010 | Gothiques d'Amiens | 2-4 (0-1, 1-2, 1-1) | Brûleurs de loups de Grenoble | Coliséum |

| Feuille de match | Feuille de match                                                                    | Feuille de match | Feuille de match | Feuille de match                            |
| ---------------- | ----------------------------------------------------------------------------------- | ---------------- | --- | ------------------------------------------- |
|                  | 35 min 53 s Pazak (Beron, Kowalczyk) 43 min 54 s Brissette Cayer (Glaude, Riendeau) |                  | 3 min 47 s Fleury (Dufour, Tartari) 21 min 26 s Rouleau (Milovanovic, Tartari) 28 min 47 s Baylacq (Broz) 59 min 49 s Broz (Milovanovic) [cage vide] | Arbitrage : J.Bergamelli J.Rauline A.Ernecq |
| Ville Koivula    | Gardiens                                                                            | Eddy Ferhi       | | Arbitrage : J.Bergamelli J.Rauline A.Ernecq |
| 6 min            | Pénalités                                                                           | 6 min            | | Arbitrage : J.Bergamelli J.Rauline A.Ernecq |
|                  |                                                                                     |                  | | Arbitrage : J.Bergamelli J.Rauline A.Ernecq |

| 17 mars 2010 | Gothiques d'Amiens | 5-3 (1-0, 2-1, 2-2) | Brûleurs de loups de Grenoble | Coliséum 2 200 spectateurs |

| Feuille de match | Feuille de match | Feuille de match | Feuille de match                                                                                    | Feuille de match                        |
| ---------------- | --- | ---------------- | --------------------------------------------------------------------------------------------------- | --------------------------------------- |
|                  | 14 min 53 s Pazak (Beron, Mortas) [5-4] 25 min 08 s Glaude (Brissette Cayer) [5-4] 27 min 13 s Roussel (Riendeau, Henderson) [5-4] 50 min 48 s Mortas (Petit, Marcos) 59 min 15 s Brissette Cayer (Henderson, Roussel) [cage vide] |                  | 31 min 16 s Rouleau (Fleury) 55 min 14 s Jansson (Broz) 58 min 11 s Rouleau, Nilsson, Dufour) [5-4] | Arbitrage : N.Barbez J.Rauline A.Ernecq |
| Ville Koivula    | Gardiens | Eddy Ferhi       | | Arbitrage : N.Barbez J.Rauline A.Ernecq |
| 28 min           | Pénalités | 12 min           | | Arbitrage : N.Barbez J.Rauline A.Ernecq |
|                  | |                  | | Arbitrage : N.Barbez J.Rauline A.Ernecq |

| 19 mars 2010 | Brûleurs de loups de Grenoble | 3-1 (0-1, 2-0, 1-0) | Gothiques d'Amiens | Patinoire Pôle Sud 3 500 spectateurs |

| Feuille de match | Feuille de match | Feuille de match | Feuille de match                     | Feuille de match                            |
| ---------------- | --- | ---------------- | ------------------------------------ | ------------------------------------------- |
|                  | 29 min 50 s Besch (Broz, Baylacq) 30 min 16 s Fleury (Rouleau, Baylacq) [5-4] 49 min 34 s Arrossamena (Broz, Baylacq) |                  | 19 min 12 s Pazak (Beron, Kowalczyk) | Arbitrage : A.Bourreau D.Courgeon G.Barcelo |
| Eddy Ferhi       | Gardiens | Ville Koivula    |                                      | Arbitrage : A.Bourreau D.Courgeon G.Barcelo |
| 18 min           | Pénalités | 20 min           |                                      | Arbitrage : A.Bourreau D.Courgeon G.Barcelo |
|                  | |                  |                                      | Arbitrage : A.Bourreau D.Courgeon G.Barcelo |

| 20 mars 2010 | Brûleurs de loups de Grenoble | 6-3 (2-1, 2-0, 2-2) | Gothiques d'Amiens | Patinoire Pôle Sud 3 200 spectateurs |

| Feuille de match | Feuille de match | Feuille de match | Feuille de match | Feuille de match                               |
| ---------------- | --- | ---------------- | --- | ---------------------------------------------- |
|                  | 1 min 30 s Nilsson (Broz, Manavian) [5-3] 11 min 17 s Nilsson (Sivic, Manavian) [5-4] 33 min 02 s Fleury (Broz, Sivic) 39 min 06 s Manavian (Sivic) [5-4] 49 min 02 s Baylacq (Broz, Sivic) 59 min 04 s Rouleau (Jansson,Milovanovic) [4-5, cage vide] |                  | 17 min 30 s Bachet (Henderson, Petit) 42 min 30 s Henderson (Petit) 51 min 20 s Claireaux (Riendeau, Brissette Cayer) | Arbitrage : F.Bachelet A.S.Bonniface G.Barcelo |
| Eddy Ferhi       | Gardiens | Ville Koivula    | | Arbitrage : F.Bachelet A.S.Bonniface G.Barcelo |
| 16 min           | Pénalités | 16 min           | | Arbitrage : F.Bachelet A.S.Bonniface G.Barcelo |
|                  | |                  | | Arbitrage : F.Bachelet A.S.Bonniface G.Barcelo |

Diables rouges de Briançon vs Étoile noire de Strasbourg
| 16 mars 2010 | Diables rouges de Briançon | 5-1 (1-0, 4-0, 0-1) | Étoile noire de Strasbourg | Patinoire René Froger 1 528 spectateurs |

| Feuille de match | Feuille de match | Feuille de match    | Feuille de match                  | Feuille de match                   |
| ---------------- | --- | ------------------- | --------------------------------- | ---------------------------------- |
|                  | 3 min 00 s", Guénette (Bernier, Pérez) 23 min 40 s", Lévèque (Bernier, Groleau) 28 min 04 s", Lévèque (Groleau, Pepy) 32 min 47 s", Lindlöf (Terglav Guénette) SN 39 min 48 s", Terglav (Lindlöf) |                     | 42 min 30 s", Sarazin (Gilchrist) | Arbitrage : Velay Boniface Barcelo |
| Ramón Sopko      | Gardiens | Vladimír Hiadlovský |                                   | Arbitrage : Velay Boniface Barcelo |
| 10 min           | Pénalités | 10 min              |                                   | Arbitrage : Velay Boniface Barcelo |
|                  | |                     |                                   | Arbitrage : Velay Boniface Barcelo |

| 17 mars 2010 | Diables rouges de Briançon | 5-3 (2-1, 1-2, 2-0) | Étoile noire de Strasbourg | Patinoire René Froger 1 438 spectateurs |

| Feuille de match | Feuille de match | Feuille de match    | Feuille de match                                                                                       | Feuille de match                     |
| ---------------- | --- | ------------------- | --- | ------------------------------------ |
|                  | 6 min 32 s", Terglav (Sjösten, Lindlöf) 16 min 05 s", Guénette (Bernier, Bourgaut) 36 min 57 s, Sjösten (Guénette, Lindlöf) SN 50 min 13 s", Terglav (Guénette) SN 54 min 05 s", Terglav (Lévèque) |                     | 16 min 17 s", Lehtisalo (Gilchrist, Cruchandeau) 29 min 49 s", Raymond SN 33 min 13 s", Cruchandeau SN | Arbitrage : Colleoni Boniface Grabit |
| Ramón Sopko      | Gardiens | Vladimír Hiadlovský | | Arbitrage : Colleoni Boniface Grabit |
| 16 min           | Pénalités | 12 min              | | Arbitrage : Colleoni Boniface Grabit |
|                  | |                     | | Arbitrage : Colleoni Boniface Grabit |

| 19 mars 2010 | Étoile noire de Strasbourg | 3-2 (3-0, 0-2, 0-0) | Diables rouges de Briançon | Patinoire de l'Iceberg 1 423 spectateurs |

| Feuille de match    | Feuille de match | Feuille de match | Feuille de match                                                       | Feuille de match                |
| ------------------- | --- | ---------------- | ---------------------------------------------------------------------- | ------------------------------- |
|                     | 2 min 02 s", Trabichet (Stolc, Laine) 5 min 55 s, Dvin (Dufournet, Marcos) 12 min 02 s", Sarazin (Burgert, Gilchrist) |                  | 22 min 03 s", Rohat (Raux) 30 min 59 s", Lindlöf (Bernier, Terglav) SN | Arbitrage : Hauchart Furet Loos |
| Vladimír Hiadlovský | Gardiens | Ramón Sopko      |                                                                        | Arbitrage : Hauchart Furet Loos |
| 18 min              | Pénalités | 14 min           |                                                                        | Arbitrage : Hauchart Furet Loos |
|                     | |                  |                                                                        | Arbitrage : Hauchart Furet Loos |

| 20 mars 2010 | Étoile noire de Strasbourg | 3-5 (2-1, 1-1, 0-3) | Diables rouges de Briançon | Patinoire de l'Iceberg 966 spectateurs |

| Feuille de match    | Feuille de match                                                                                                | Feuille de match | Feuille de match | Feuille de match             |
| ------------------- | --- | ---------------- | --- | ---------------------------- |
|                     | 4 min 13 s", Devin (Dufournet) 9 min 15 s", Marcos (Devin, Baazzi) 28 min 15 s", Sarazin (Lehtisalo, Gilchrist) |                  | 12 min 47 s", Terglav 29 min 51 s", Selan (Terglav, Raux) 40 min 18 s", Bernier (Chauvel) 49 min 34 s", Lindlöf (Guénette, Groleau) 59 min 03 s", Chauvel (Bernier) (cage vide) | Arbitrage : Bliek Furet Loos |
| Vladimír Hiadlovský | Gardiens | Ramón Sopko      | | Arbitrage : Bliek Furet Loos |
| 6 min               | Pénalités | 12 min           | | Arbitrage : Bliek Furet Loos |
|                     | |                  | | Arbitrage : Bliek Furet Loos |

Ducs d'Angers vs Pingouins de Morzine-Avoriaz
| 16 mars 2010 | Ducs d'Angers | 6-2 (2-1, 2-0, 2-1) | Pingouins de Morzine-Avoriaz | Patinoire du Haras 1 090 spectateurs |

| Feuille de match | Feuille de match | Feuille de match  | Feuille de match                                                                | Feuille de match                              |
| ---------------- | --- | ----------------- | ------------------------------------------------------------------------------- | --------------------------------------------- |
|                  | 14 min 30 s Laprise (Bellemare, Igier) 19 min 09 s Fortier (Frecon, Bellemare) 30 min 49 s Bellemare (Kiprusoff, Braxenholm) 33 min 42 s Bellemare (Laprise, Fortier) 45 min 27 s Laprise (Fortier, Bellemare) 59 min 05 s Fortier (Laprise, Igier) |                   | 10 s Halava (Toivonen, Jestin) 41 min 47 s Hjalmarsson (Koponen, Immonen) [5-4] | Arbitrage : A.Hauchart N.Piedigrossi P.Dahean |
| Peter Aubry      | Gardiens | Guillaume Richard |                                                                                 | Arbitrage : A.Hauchart N.Piedigrossi P.Dahean |
| 22 min           | Pénalités | 14 min            |                                                                                 | Arbitrage : A.Hauchart N.Piedigrossi P.Dahean |
|                  | |                   |                                                                                 | Arbitrage : A.Hauchart N.Piedigrossi P.Dahean |

| 17 mars 2010 | Ducs d'Angers | 5-0 (2-0, 2-0, 1-0) | Pingouins de Morzine-Avoriaz | Patinoire du Haras |

| Feuille de match | Feuille de match | Feuille de match  | Feuille de match | Feuille de match                       |
| ---------------- | --- | ----------------- | ---------------- | -------------------------------------- |
|                  | 4 min 49 s Poudrier (Baluch, Albert) 15 min 54 s Bellemare (Laprise, Fortier) 20 min 34 s Bellemare (Kiprusoff, Laprise) 30 min 57 s Laprise (Lacroix, Fortier) 47 min 06 s Poudrier (Lahesalu, Baluch) |                   |                  | Arbitrage : A.Bourreau M.Loos P.Dahean |
| Peter Aubry      | Gardiens | Guillaume Richard |                  | Arbitrage : A.Bourreau M.Loos P.Dahean |
| 22 min           | Pénalités | 20 min            |                  | Arbitrage : A.Bourreau M.Loos P.Dahean |
|                  | |                   |                  | Arbitrage : A.Bourreau M.Loos P.Dahean |

| 19 mars 2010 | Pingouins de Morzine-Avoriaz | 0-4 (0-1, 0-1, 0-2) | Ducs d'Angers | Parc des sports 859 spectateurs |

| Feuille de match  | Feuille de match | Feuille de match | Feuille de match | Feuille de match                         |
| ----------------- | ---------------- | ---------------- | --- | ---------------------------------------- |
|                   |                  |                  | 5 min 19 s Laprise (Fortier, Bellemare) [5-4] 34 min 32 s Vidman (Lacroix) 45 min 12 s Metsaranta (Vidman, Jokinen) 48 min 34 s Fortier (Bellemare, Braxenholm) | Arbitrage : B.Colleoni G.Gielly G.Margry |
| Guillaume Richard | Gardiens         | Peter Aubry      | | Arbitrage : B.Colleoni G.Gielly G.Margry |
| 16 min            | Pénalités        | 41 min           | | Arbitrage : B.Colleoni G.Gielly G.Margry |
|                   |                  |                  | | Arbitrage : B.Colleoni G.Gielly G.Margry |

###### Demi-finales
Dragons de Rouen vs Brûleurs de loups de Grenoble
| 26 mars 2010 | Dragons de Rouen | 4-3 (TB) (2-0, 1-2, 0-1, 1-0) | Brûleurs de loups de Grenoble | Ile Lacroix 2 747 spectateurs |

| Feuille de match | Feuille de match | Feuille de match            | Feuille de match | Feuille de match                    |
| ---------------- | --- | --------------------------- | --- | ----------------------------------- |
|                  | 13 min 38 s Mallette (Desrosiers, Eriksson) [5-3] 18 min 50 s Desrosiers (Mallette, Ohberg) [4-5] 27 min 36 s Tardif (Zwikel, Babka) 65 min 00 s Salmivirta | 1-0 2-0 2-1 3-1 3-2 3-3 4-3 | 24 min 05 s Sivic (Broz, Raibon) 30 min 03 s Arrossamena (Dufour, Moisand) [5-4] 52 min 13 s Rouleau (Fleury, Broz) [5-3] | Arbitrage : N.Barbez Y.Furet M.Loos |
| Trevor Koenig    | Gardiens | Eddy Ferhi                  | | Arbitrage : N.Barbez Y.Furet M.Loos |
| 18 min           | Pénalités | 67 min                      | | Arbitrage : N.Barbez Y.Furet M.Loos |
|                  | |                             | | Arbitrage : N.Barbez Y.Furet M.Loos |

| 27 mars 2010 | Dragons de Rouen | 6-3 (2-1, 4-1, 0-1) | Brûleurs de loups de Grenoble | Ile Lacroix 2 747 spectateurs |

| Feuille de match | Feuille de match | Feuille de match                    | Feuille de match | Feuille de match                          |
| ---------------- | --- | ----------------------------------- | --- | ----------------------------------------- |
|                  | 2 min 24 s Thinel (Babka, Doucet) 15 min 05 s Eriksson (Mallette, Babka) 23 min 26 s Mallette (Doucet) 29 min 51 s Doucet (Mallette, Eriksson) [5-4] 33 min 12 s Holmqvist (Mallette, Romand) 33 min 35 s Mallette (Romand, Holmqvist) | 1-0 2-0 2-1 2-2 3-2 4-2 5-2 6-2 6-3 | 17 min 10 s Besh (Milovanovic, Jansson) 21 min 31 s Sivic (Milovanovic, Nilsson) [5-4] 53 min 20 s Dufour (Manavian) [4-5] | Arbitrage : D. Velay J. Rauline P. Dehean |
| Trévor Koenig    | Gardiens | Eddy Ferhi                          | | Arbitrage : D. Velay J. Rauline P. Dehean |
| 18 min           | Pénalités | 65 min                              | | Arbitrage : D. Velay J. Rauline P. Dehean |
|                  | |                                     | | Arbitrage : D. Velay J. Rauline P. Dehean |

| 30 mars 2010 | Brûleurs de loup de Grenoble | 2-3 (TB) (1-0, 0-1, 1-1, 0-1) | Dragons de Rouen | Pôle Sud 3 500 spectateurs |

| Feuille de match | Feuille de match                                                               | Feuille de match | Feuille de match                                                                                 | Feuille de match                          |
| ---------------- | ------------------------------------------------------------------------------ | ---------------- | ------------------------------------------------------------------------------------------------ | ----------------------------------------- |
|                  | 10 min 04 s Manavian (Broz, Nilsson) [5-4] 57 min 43 s Sivic (Tartari, Fleury) |                  | 32 min 07 s Mallette (Thinel, Doucet) 47 min 15 s Mallette (Thinel, Doucet) 65 min 00 s Mallette | Arbitrage : A.Bourreau G.Gielly G.Barcelo |
| Eddy Ferhi       | Gardiens                                                                       | Trevor Koenig    |                                                                                                  | Arbitrage : A.Bourreau G.Gielly G.Barcelo |
| 16 min           | Pénalités                                                                      | 10 min           |                                                                                                  | Arbitrage : A.Bourreau G.Gielly G.Barcelo |
|                  |                                                                                |                  |                                                                                                  | Arbitrage : A.Bourreau G.Gielly G.Barcelo |

Diables rouges de Briançon vs Ducs d'Angers
| 26 mars 2010 | Diables rouges de Briançon | 2-1 (TB) (1-0, 0-0, 0-1, 0-0, 1-0) | Ducs d'Angers | Patinoire René Froger 1 850 spectateurs |

| Feuille de match | Feuille de match                                     | Feuille de match | Feuille de match                               | Feuille de match                      |
| ---------------- | ---------------------------------------------------- | ---------------- | ---------------------------------------------- | ------------------------------------- |
|                  | 2 min 48 s", Bernier (Guénette, Groleau) SN Guénette | 1-0 0-1 2-1      | 42 min 22 s", Metsäranta (Poudrier, Balúch) SN | Arbitrage : Bergamelli Barcelo Margry |
| Ramón Sopko      | Gardiens                                             | Peter Aubry      |                                                | Arbitrage : Bergamelli Barcelo Margry |
| 16 min           | Pénalités                                            | 22 min           |                                                | Arbitrage : Bergamelli Barcelo Margry |
|                  |                                                      |                  |                                                | Arbitrage : Bergamelli Barcelo Margry |

| 27 mars 2010 | Diables rouges de Briançon | 2-4 (1-0, 0-1, 1-3) | Ducs d'Angers | Patinoire René Froger 1 988 spectateurs |

| Feuille de match | Feuille de match                                                               | Feuille de match        | Feuille de match | Feuille de match                   |
| ---------------- | ------------------------------------------------------------------------------ | ----------------------- | --- | ---------------------------------- |
|                  | 16 min 13 s, Szélig (Lindlöf, Terglav) 52 min 25 s", Guénette (Bernier, Pérez) | 1-0 1-1 1-2 2-2 2-3 2-4 | 21 min 50 s", Poudrier (Kiprusoff) 49 min 29 s, Poudrier 55 min 59 s", Albert (Balúch) 59 min 47 s", Balúch (Metsäranta) SN (cage vide) | Arbitrage : Bachelet Gielly Margry |
| Ramón Sopko      | Gardiens                                                                       | Peter Aubry             | | Arbitrage : Bachelet Gielly Margry |
| 8 min            | Pénalités                                                                      | 8 min                   | | Arbitrage : Bachelet Gielly Margry |
|                  |                                                                                |                         | | Arbitrage : Bachelet Gielly Margry |

| 30 mars 2010 | Ducs d'Angers | 2-3 (1-1, 1-1, 0-1) | Diables rouges de Briançon | Patinoire du Haras 1 090 spectateurs |

| Feuille de match | Feuille de match                                                                    | Feuille de match | Feuille de match                                                                                       | Feuille de match                  |
| ---------------- | ----------------------------------------------------------------------------------- | ---------------- | --- | --------------------------------- |
|                  | 12 min 00 s", Lahesalu (Poudrier, Baluch) 28 min 40 s", Poudrier (Lahesalu, Baluch) |                  | 15 min 26 s", Rohat 27 min 33 s", Raux (Terglav) SN 50 min 37 s, Bernier (Guénette, Groleau) double SN | Arbitrage : Barbez Dehaen Rauline |
| Peter Aubry      | Gardiens                                                                            | Ramón Sopko      | | Arbitrage : Barbez Dehaen Rauline |
| 12 min           | Pénalités                                                                           | 10 min           | | Arbitrage : Barbez Dehaen Rauline |
|                  |                                                                                     |                  | | Arbitrage : Barbez Dehaen Rauline |

| 31 mars 2010 | Ducs d'Angers | 3-2 (3-1, 0-0, 0-1) | Diables rouges de Briançon | Patinoire du Haras 1 090 spectateurs |

| Feuille de match | Feuille de match | Feuille de match | Feuille de match                                              | Feuille de match                    |
| ---------------- | --- | ---------------- | ------------------------------------------------------------- | ----------------------------------- |
|                  | 2 min 20 s", Fortier (Laprise, Bellemare) 3 min 56 s", Albert (Baluch, Bellemare) 18 min 12 s", Jokinen (Metsäranta, Braxenholm) |                  | 18 min 27 s", Lindlöf (Terglav, Szélig) 57 min 11 s", Chauvel | Arbitrage : Bourreau Dehaen Rauline |
| Peter Aubry      | Gardiens | Ramón Sopko      |                                                               | Arbitrage : Bourreau Dehaen Rauline |
| 12 min           | Pénalités | 10 min           |                                                               | Arbitrage : Bourreau Dehaen Rauline |
|                  | |                  |                                                               | Arbitrage : Bourreau Dehaen Rauline |

| 3 avril 2010 | Diables rouges de Briançon | 2-4 (1-1, 0-1, 1-2) | Ducs d'Angers | Patinoire René Froger 2 176 spectateurs |

| Feuille de match | Feuille de match                                                                  | Feuille de match | Feuille de match | Feuille de match |
| ---------------- | --------------------------------------------------------------------------------- | ---------------- | --- | ---------------- |
|                  | 7 min 30 s", Bernier (Guénette, Chauvel) 57 min 41 s", Lindlöf (Groleau, Bernier) |                  | 11 min 25 s", Laprise (Bellemare, Fortier) SN 27 min 09 s", Laprise (Vidman, Bellemare) 47 min 04 s", Bellemare 59 min 47 s", Fortier (Bellemare, Baluch) cage vide |                  |
| Ramón Sopko      | Gardiens                                                                          | Peter Aubry      | |                  |
| 20 min           | Pénalités                                                                         | 22 min           | |                  |
|                  |                                                                                   |                  | |                  |

###### Finale
Dragons de Rouen vs Ducs d'Angers
| 6 avril 2010 | Dragons de Rouen | 1-2 (1-1, 0-1, 0-0) | Ducs d'Angers | Ile Lacroix 2 747 spectateurs |

| Feuille de match | Feuille de match                         | Feuille de match | Feuille de match                                                | Feuille de match                      |
| ---------------- | ---------------------------------------- | ---------------- | --------------------------------------------------------------- | ------------------------------------- |
|                  | 8 min 14 s", Tardif (Salmivirta, Zwikel) |                  | 3 min 27 s", Albert (Baluch) 22 min 58 s", Lahesalu (Bellemare) | Arbitrage : Bourreau Bachelet Dehaene |
| Trevor Koenig    | Gardiens                                 | Peter Aubry      |                                                                 | Arbitrage : Bourreau Bachelet Dehaene |
| 6 min            | Pénalités                                | 6 min            |                                                                 | Arbitrage : Bourreau Bachelet Dehaene |
|                  |                                          |                  |                                                                 | Arbitrage : Bourreau Bachelet Dehaene |

| 7 avril 2010 | Dragons de Rouen | 2-4 (0-1, 0-1, 2-2) | Ducs d'Angers | Ile Lacroix 2 747 spectateurs |

| Feuille de match | Feuille de match                                                                 | Feuille de match | Feuille de match | Feuille de match                       |
| ---------------- | -------------------------------------------------------------------------------- | ---------------- | --- | -------------------------------------- |
|                  | 44 min 03 s", Tarantino (Romand, Lampérier) 46 min 02 s", Eriksson (Mallette) SN |                  | 4 min 55 s", Poudrier (Baluch) 32 min 40 s", Bellemare (Fortier) 44 min 51 s", Baluch (Kiprusoff, Fortier) 59 min 31 s", Laprise (Bellemare, Fortier) cage vide | Arbitrage : Bergamelli Colleoni Dehean |
| Trevor Koenig    | Gardiens                                                                         | Peter Aubry      | | Arbitrage : Bergamelli Colleoni Dehean |
| 16 min           | Pénalités                                                                        | 24 min           | | Arbitrage : Bergamelli Colleoni Dehean |
|                  |                                                                                  |                  | | Arbitrage : Bergamelli Colleoni Dehean |

| 9 avril 2010 | Ducs d'Angers | 2-4 (0-2, 0-1, 2-1) | Dragons de Rouen | Patinoire du Haras 1 097 spectateurs |

| Feuille de match | Feuille de match                                                                              | Feuille de match | Feuille de match | Feuille de match                              |
| ---------------- | --------------------------------------------------------------------------------------------- | ---------------- | --- | --------------------------------------------- |
|                  | 44 min 52 s Bellemare (Lahesalu, Laprise) [5-4] 46 min 38 s Baluch (Poudrier, Lahesalu) [4-5] |                  | 2 min 10 s Mallette (Thinel) [5-4] 2 min 44 s Salmivirta (Zwikel, Tardif) 23 min 28 s Tardif (Salmivirta, Eriksson) [5-4] 54 min 59 s Salmivirta (Zwikel, Tardif) [5-4] | Arbitrage : J.Bergamelli A.Bourreau J.Rauline |
| Peter Aubry      | Gardiens                                                                                      | Trevor Koenig    | | Arbitrage : J.Bergamelli A.Bourreau J.Rauline |
| 32 min           | Pénalités                                                                                     | 30 min           | | Arbitrage : J.Bergamelli A.Bourreau J.Rauline |
|                  |                                                                                               |                  | | Arbitrage : J.Bergamelli A.Bourreau J.Rauline |

| 10 avril 2010 | Ducs d'Angers | 1-6 (0-1, 0-2, 1-3) | Dragons de Rouen | Patinoire du Haras 1 097 spectateurs |

| Feuille de match | Feuille de match                      | Feuille de match | Feuille de match | Feuille de match                           |
| ---------------- | ------------------------------------- | ---------------- | --- | ------------------------------------------ |
|                  | 57 min 50 s Fortier (Bellemare) [5-4] |                  | 9 min 44 s Doucet (Holmqvist) [5-4] 25 min 58 s Mallette (Thinel, Doucet) 39 min 48 s Mallette (Thinel, Romand) 40 min 49 s Thinel (Zwikel) 52 min 23 s Lampérier (Romand, Mallette) 52 min 35 s Berthon (Thinel, Mallette) | Arbitrage : F. Bachelet N.Barbez J.Rauline |
| Peter Aubry      | Gardiens                              | Trevor Koenig    | | Arbitrage : F. Bachelet N.Barbez J.Rauline |
| 18 min           | Pénalités                             | 8 min            | | Arbitrage : F. Bachelet N.Barbez J.Rauline |
|                  |                                       |                  | | Arbitrage : F. Bachelet N.Barbez J.Rauline |

| 13 avril 2010 | Dragons de Rouen | 4-2 (0-0, 1-1, 3-1) | Ducs d'Angers | Ile Lacroix 2 747 spectateurs |

| Feuille de match | Feuille de match | Feuille de match | Feuille de match                                                             | Feuille de match                          |
| ---------------- | --- | ---------------- | ---------------------------------------------------------------------------- | ----------------------------------------- |
|                  | 32 min 12 s Mallette (Thinel) 48 min 36 s Tardif (Salmivirta, Zwikel) [5-4] 50 min 35 s Zwikel (Salmivirta, Tardif) 59 min 49 s Thinel (Doucet) [Cage vide] |                  | 33 min 52 s Baluch (Vidman, Lacroix) 55 min 05 s Laprise (Poudrier, Fortier) | Arbitrage : F.Bachelet N.Barbez J.Rauline |
| Trevor Koenig    | Gardiens | Peter Aubry      |                                                                              | Arbitrage : F.Bachelet N.Barbez J.Rauline |
| 8 min            | Pénalités | 6 min            |                                                                              | Arbitrage : F.Bachelet N.Barbez J.Rauline |
|                  | |                  |                                                                              | Arbitrage : F.Bachelet N.Barbez J.Rauline |

##### Effectif vainqueur

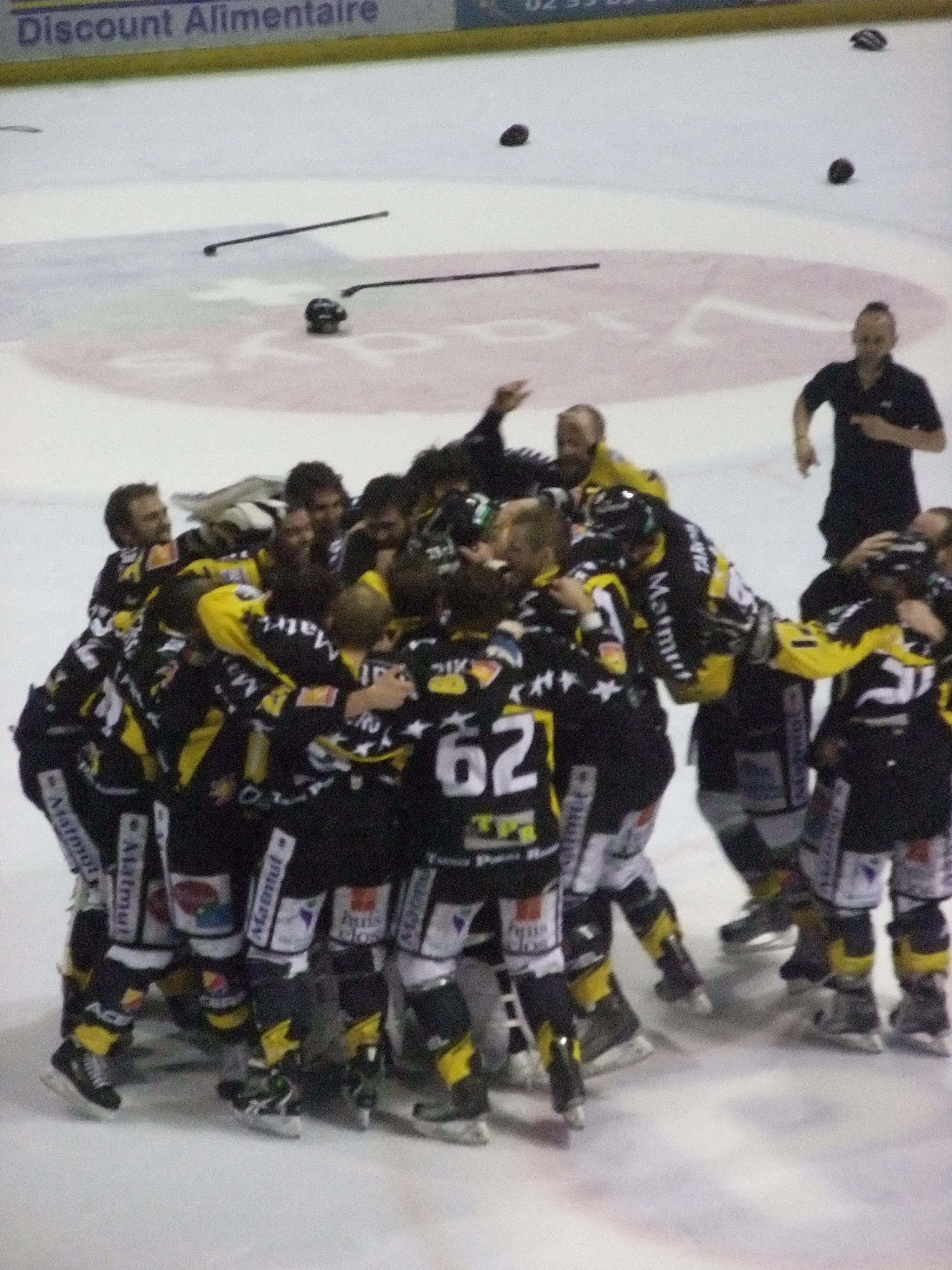
Les Rouennais à la fin du temps réglementaire du dernier match de la finale.

| Vainqueur Ligue Magnus 2010 Dragons de Rouen | Gardiens de but : Fabrice Lhenry, Trevor Koenig. Défenseurs : Petri Virolainen, Daniel Babka, Daniel Carlsson, Cédric Custosse, David Holmqvist, Magnus Eriksson, Kaj Ohberg, Aurélien Greverend. Attaquants : Jonathan Zwikel, Loïc Lampérier, Jérémie Romand, Carl Mallette (C), Ilpo Salmivirta, Lionel Tarantino, Marc-André Thinel, Julien Desrosiers, Luc Tardif Junior, Éric Doucet, Alexandre Mulle, Anthony Rech, Quentin Berthon. Entraîneurs : Christian Pouget, Rodolphe Garnier |

#### Poule de maintien
Cette série se joue au meilleur des cinq matches entre Neuilly sur Marne et Mont-Blanc. À l'issue de la série, gagnée 3 matchs à 2 par Mont-Blanc, Neuilly-sur-Marne est relégué en Division 1, alors que le club haut-savoyard se maintient dans l'élite.
| 12 mars 2010 | Bisons de Neuilly-sur-Marne | 3-2 (TB) (0-0, 1-0, 1-2, 1-0) | Avalanche Mont-Blanc | Patinoire municipale de Neuilly-sur-Marne 463 spectateurs |

| Feuille de match | Feuille de match                                                                                            | Feuille de match      | Feuille de match                                                           | Feuille de match                           |
| ---------------- | --- | --------------------- | -------------------------------------------------------------------------- | ------------------------------------------ |
|                  | 23 min 53 s Pousset (Steiner, Leonard) [5-4] 52 min 57 s Leonard (Pousset, Snider) [5-4] 65 min 00 s Snider | 1-0 1-1 1-2 2-2 3-2   | 44 min 45 s Gaborit (Saliji, Orset) [5-4] 48 min 52 s Subit (Nicoud) [5-4] | Arbitrage : J.Bergamelli J.Rauline Y.Furet |
| Stanislav Petrik | Gardiens | Henri-Corentin Buysse |                                                                            | Arbitrage : J.Bergamelli J.Rauline Y.Furet |
| 14 min           | Pénalités                                                                                                   | 16 min                |                                                                            | Arbitrage : J.Bergamelli J.Rauline Y.Furet |
|                  | |                       |                                                                            | Arbitrage : J.Bergamelli J.Rauline Y.Furet |

| 13 mars 2010 | Bisons de Neuilly-sur-Marne | 3-1 (0-1, 2-0, 1-0) | Avalanche Mont-Blanc | Patinoire municipale de Neuilly-sur-Marne 538 spectateurs |

| Feuille de match | Feuille de match | Feuille de match      | Feuille de match          | Feuille de match                      |
| ---------------- | --- | --------------------- | ------------------------- | ------------------------------------- |
|                  | 28 min 01 s Kecka (Bartzen) [4-5] 32 min 10 s Wathier (Leonard, Snider) 47 min 44 s Hordelalay (Dugas, Wathier) [5-4] | 0-1 1-1 2-1 3-1       | 3 min 25 s Rajcak (Orset) | Arbitrage : D.Bliek J.Rauline Y.Furet |
| Stanislav Petrik | Gardiens | Henri-Corentin Buysse |                           | Arbitrage : D.Bliek J.Rauline Y.Furet |
| 6 min            | Pénalités | 24 min                |                           | Arbitrage : D.Bliek J.Rauline Y.Furet |
|                  | |                       |                           | Arbitrage : D.Bliek J.Rauline Y.Furet |

| 19 mars 2010 | Avalanche Mont-Blanc | 4-2 (0-0, 1-1, 3-1) | Bisons de Neuilly-sur-Marne | Patinoire de Saint-Gervais |

| Feuille de match      | Feuille de match | Feuille de match        | Feuille de match                                                      | Feuille de match                                 |
| --------------------- | --- | ----------------------- | --------------------------------------------------------------------- | ------------------------------------------------ |
|                       | 22 min 23 s Croz (Nicoud, Adamovics) 48 min 37 s Cocar (Orset, Rajcak) [5-4] 57 min 36 s Orset (Cocar, Cerny) 59 min 43 s Saliji | 1-0 1-1 2-1 2-2 3-2 4-2 | 25 min 46 s Hordelalay (Dugas) 50 min 38 s Guilhem (Pousset, Bartzen) | Arbitrage : M.Mendlowictz L.Roueche A.S.Boniface |
| Henri-Corentin Buysse | Gardiens | Stanislav Petrik        |                                                                       | Arbitrage : M.Mendlowictz L.Roueche A.S.Boniface |
| 33 min                | Pénalités | 30 min                  |                                                                       | Arbitrage : M.Mendlowictz L.Roueche A.S.Boniface |
|                       | |                         |                                                                       | Arbitrage : M.Mendlowictz L.Roueche A.S.Boniface |

| 20 mars 2010 | Avalanche Mont-Blanc | 3-2 (TB) (1-0, 1-1, 0-1, 1-0) | Bisons de Neuilly-sur-Marne | Palais des sports de Megève |

| Feuille de match      | Feuille de match                                                                              | Feuille de match    | Feuille de match                                                                 | Feuille de match                          |
| --------------------- | --------------------------------------------------------------------------------------------- | ------------------- | -------------------------------------------------------------------------------- | ----------------------------------------- |
|                       | 13 min 44 s Nicoud (Adamovics, Ballet) [5-4] 30 min 20 s Revel (Besson) 65 min 00 s Adamovics | 1-0 1-1 2-1 2-2 3-2 | 35 min 12 s Snider (Dermigny) [5-4] 42 min 36 s Leonard (Steiner, Pousset) [5-4] | Arbitrage : J.Avavian G.Fontaine G.Margry |
| Henri-Corentin Buysse | Gardiens                                                                                      | Stanislav Petrik    |                                                                                  | Arbitrage : J.Avavian G.Fontaine G.Margry |
| 20 min                | Pénalités                                                                                     | 26 min              |                                                                                  | Arbitrage : J.Avavian G.Fontaine G.Margry |
|                       |                                                                                               |                     |                                                                                  | Arbitrage : J.Avavian G.Fontaine G.Margry |

| 27 mars 2010 | Bisons de Neuilly-sur-Marne | 2-6 (0-1, 1-3, 1-2) | Avalanche Mont-Blanc | Patinoire municipale de Neuilly-sur-Marne 853 spectateurs |

| Feuille de match | Feuille de match                                                      | Feuille de match                | Feuille de match | Feuille de match                         |
| ---------------- | --------------------------------------------------------------------- | ------------------------------- | --- | ---------------------------------------- |
|                  | 29 min 55 s Leonard (Snider, Dermigny) 45 min 58 s Dermigny (Steiner) | 0-1 0-2 0-3 1-3 1-4 1-5 2-5 2-6 | 16 min 28 s Subit (Besson, Gagnon) 24 min 10 s Ballet (Orset) 24 min 58 s Rajcak (Cocar) [5-4] 36 min 08 s Nicoud (Besson) 45 min 43 s Revel (Nicoud) [4-5] 57 min 54 s Orset (Saliji) [Cage vide] | Arbitrage : S. Fabre T. Juret B. Gremion |
| S. Petrik        | Gardiens                                                              | H. Buysse                       | | Arbitrage : S. Fabre T. Juret B. Gremion |
| 14 min           | Pénalités                                                             | 18 min                          | | Arbitrage : S. Fabre T. Juret B. Gremion |
|                  |                                                                       |                                 | | Arbitrage : S. Fabre T. Juret B. Gremion |

### Bilan de la saison
- Meilleur compteur (trophée Charles-Ramsay) : Jonathan Bellemare (Angers)
- Meilleur joueur français (trophée Albert-Hassler) : Damien Fleury (Grenoble)
- Meilleur espoir (trophée Jean-Pierre-Graff) : Ronan Quemener (Gap)
- Meilleur gardien (trophée Jean-Ferrand) : Ramón Sopko (Briançon)
- Trophée du meilleur arbitre : Jimmy Bergamelli
- Meilleur entraîneur (trophée Camil-Gélinas) : Luciano Basile (Briançon)
- Équipe la plus fair-play (trophée Marcel-Claret) : Briançon.

## Division 1

### Formule
La saison régulière se joue sous forme d'un aller-retour (26 matchs) puis les huit premières équipes participeront aux play-off (avec des quarts de finale) et les deux derniers seront relégués en Division 2.

### Clubs engagés
- Galaxians d'Amnéville
- Chevaliers du Lac d'Annecy
- Castors d'Avignon
- Boxers de Bordeaux
- Albatros de Brest, promu de Division 2
- Drakkars de Caen
- Jokers de Cergy
- Coqs de Courbevoie
- Vipers de Montpellier
- Scorpions de Mulhouse, promu de Division 2
- Chiefs de Garges, repêché à la suite de la rétrogradation de Tours
- Aigles de Nice
- Phénix de Reims
- Lynx de Valence

### Résultats

#### Saison régulière
Matchs
| Domicile / Extérieur       | Amnéville | Annecy | Avignon | Bordeaux | Brest  | Caen   | Cergy  | Courbevoie | Deuil-Garges | Montpellier | Mulhouse | Nice   | Reims  | Valence |
| Galaxians d'Amnéville      |           | 4-6    | 2-4     | 4-3      | 3-1    | 5-2    | 6-4    | 5-0        | 6-2          | 5-4         | 3-6      | 3-4 ap | 4-7    | 2-5     |
| Chevaliers du Lac d'Annecy | 4-6       |        | 4-2     | 10-4     | 6-1    | 4-1    | 7-3    | 6-3        | 3-6          | 4-3 ap      | 4-3      | 5-4 ap | 4-6    | 6-3     |
| Castors d'Avignon          | 7-4       | 1-3    |         | 5-2      | 6-7 ap | 4-5    | 3-7    | 5-4        | 2-7          | 4-2         | 2-0      | 6-2    | 3-2    | 6-4     |
| Boxers de Bordeaux         | 4-8       | 3-7    | 5-2     |          | 5-2    | 7-4    | 2-6    | 3-4        | 6-0          | 4-3 ap      | 7-0      | 6-4    | 4-2    | 7-4     |
| Albatros de Brest          | 1-6       | 2-11   | 2-9     | 5-3      |        | 7-2    | 6-1    | 3-8        | 2-1          | 1-4         | 6-3      | 16-2   | 1-9    | 1-10    |
| Drakkars de Caen           | 1-2       | 3-9    | 4-5     | 3-6      | 7-2    |        | 1-4    | 3-5        | 4-8          | 8-5         | 3-2      | 2-3    | 4-8    | 4-10    |
| Jokers de Cergy            | 2-3       | 4-3    | 5-4 ap  | 5-4      | 6-1    | 5-0    |        | 4-6        | 5-4 ap       | 6-3         | 7-2      | 4-9    | 6-7    | 4-5     |
| Coqs de Courbevoie         | 7-3       | 6-5    | 5-4     | 5-1      | 10-1   | 6-5 ap | 2-4    |            | 9-4          | 7-6         | 2-3      | 3-4 ap | 3-5    | 4-2     |
| Chiefs de Garges           | 6-3       | 2-3    | 6-0     | 7-1      | 4-2    | 8-0    | 5-4 ap | 9-4        |              | 6-2         | 10-3     | 3-2    | 3-4    | 6-4     |
| Vipers de Montpellier      | 6-8       | 4-3 ap | 7-3     | 7-4      | 3-0    | 8-5    | 4-3 ap | 5-6        | 6-10         |             | 5-1      | 3-0    | 3-2 ap | 5-8     |
| Scorpions de Mulhouse      | 3-6       | 1-9    | 5-3     | 7-0      | 5-3    | 5-2    | 3-6    | 3-9        | 4-1          | 2-4         |          | 3-2 ap | 4-5 ap | 6-7     |
| Aigles de Nice             | 3-1       | 6-3    | 14-10   | 6-4      | 16-2   | 5-1    | 5-4    | 3-8        | 5-2          | 3-0         | 3-2 ap   |        | 7-6    | 7-6 ap  |
| Phénix de Reims            | 4-7       | 1-5    | 8-7     | 3-5      | 7-2    | 5-2    | 2-6    | 3-5        | 9-10 ap      | 6-5 ap      | 6-3      | 5-6 ap |        | 5-4     |
| Lynx de Valence            | 3-2       | 3-5    | 6-5     | 8-4      | 1-10   | 9-5    | 9-1    | 6-5        | 1-2          | 7-1         | 4-5      | 7-6 ap | 4-5 ap |         |

|  | Victoire à domicile |  | Victoire à l'extérieur | ap : Après prolongation | tab : aux tirs au but |

Classement
Nota : PJ : parties jouées, V. : victoires, Vp. : victoires en
prolongation, N. : matchs nuls, Pp. : défaites en prolongation, P. :
défaites, Pts : points, Bp : buts pour, Bc : buts contre, Diff :
différence de buts.
|     | Équipe                      | PJ | V. | Vp. | Pp. | P. | Pts | Bp  | Bc  | Diff  |
| --- | --------------------------- | -- | -- | --- | --- | -- | --- | --- | --- | ----- |
| 1er | Drakkars de Caen            | 26 | 22 | 1   | 0   | 3  | 46  | 153 | 79  | + 74  |
| 2e  | Albatros de Brest           | 26 | 22 | 0   | 0   | 4  | 44  | 169 | 57  | + 112 |
| 3e  | Scorpions de Mulhouse       | 26 | 15 | 2   | 1   | 8  | 35  | 113 | 70  | + 43  |
| 4e  | Phenix de Reims             | 26 | 10 | 5   | 2   | 9  | 32  | 128 | 126 | + 2   |
| 5e  | Vipers de Montpellier       | 26 | 12 | 3   | 2   | 9  | 32  | 119 | 110 | + 9   |
| 6e  | Boxers de Bordeaux          | 26 | 15 | 0   | 2   | 9  | 32  | 119 | 102 | + 17  |
| 7e  | Castors d'Avignon           | 26 | 11 | 2   | 0   | 13 | 26  | 110 | 116 | - 6   |
| 8e  | Jokers de Cergy-Pontoise    | 26 | 9  | 3   | 1   | 13 | 25  | 108 | 122 | - 14  |
| 9e  | Aigles de Nice              | 26 | 6  | 2   | 7   | 11 | 22  | 96  | 131 | - 35  |
| 10e | Lynx de Valence             | 26 | 9  | 1   | 1   | 15 | 21  | 97  | 142 | - 45  |
| 11e | Chiefs de Deuil-Garges      | 26 | 9  | 0   | 2   | 15 | 20  | 89  | 127 | - 38  |
| 12e | Coqs de Courbevoie          | 26 | 7  | 1   | 1   | 17 | 17  | 97  | 136 | - 39  |
| 13e | Chevaliers du lacs d'Annecy | 26 | 7  | 0   | 2   | 17 | 16  | 83  | 139 | - 56  |
| 14e | Galaxians d'Amnéville       | 26 | 7  | 1   | 0   | 18 | 16  | 88  | 112 | - 24  |

#### Séries éliminatoires
Les quarts de finale se disputent en match aller/retour, la seconde rencontre sur la glace de l'équipe la mieux classé à l'issue de la saison régulière. Les demi-finales et la finale se jouent dans des séries au meilleur des 3 matchs.
|  | Quarts de finale         | Quarts de finale         |                      |           | Demi-finales | Demi-finales |  |  | Finale | Finale |
|  | Quarts de finale         | Quarts de finale         |                      |           | Demi-finales | Demi-finales |  |  | Finale | Finale |
|  |                          |                          |                      |           |              |              |  |  |        |        |
|  |                          |                          |                      |           |              |              |  |  |        |        |
|  |                          |                          |                      |           |              |              |  |  |        |        |
|  | 1er Drakkars de Caen     | 13 (6+7)                 |                      |           |              |              |  |  |        |        |
|  | 1er Drakkars de Caen     | 13 (6+7)                 |                      |           |              |              |  |  |        |        |
|  | 8e Jokers de Cergy       | 3 (1+2)                  |                      |           |              |              |  |  |        |        |
|  | 8e Jokers de Cergy       | 3 (1+2)                  | 1er Drakkars de Caen | 9 (0+4+5) |              |              |  |  |        |        |
|  |                          |                          | 1er Drakkars de Caen | 9 (0+4+5) |              |              |  |  |        |        |
|  |                          | 4e Phénix de Reims       | 6 (3+1+2)            |           |              |              |  |  |        |        |
|  | 4e Phénix de Reims       | 4e Phénix de Reims       | 6 (3+1+2)            | 5 (4+1)   |              |              |  |  |        |        |
|  | 4e Phénix de Reims       |                          |                      | 5 (4+1)   |              |              |  |  |        |        |
|  | 5e Vipers de Montpellier | 4 (1+3)                  |                      |           |              |              |  |  |        |        |
|  | 5e Vipers de Montpellier | 4 (1+3)                  | 1er Drakkars de Caen | 6 (3+3)   |              |              |  |  |        |        |
|  |                          |                          | 1er Drakkars de Caen | 6 (3+3)   |              |              |  |  |        |        |
|  |                          | 2e Albatros de Brest     | 4 (2+2)              |           |              |              |  |  |        |        |
|  | 2e Albatros de Brest     | 2e Albatros de Brest     | 4 (2+2)              | 10 (6+4)  |              |              |  |  |        |        |
|  | 2e Albatros de Brest     |                          |                      | 10 (6+4)  |              |              |  |  |        |        |
|  | 7e Castors d'Avignon     | 4 (3+1)                  |                      |           |              |              |  |  |        |        |
|  | 7e Castors d'Avignon     | 4 (3+1)                  | 2eAlbatros de Brest  | 15 (7+8)  |              |              |  |  |        |        |
|  |                          |                          | 2eAlbatros de Brest  | 15 (7+8)  |              |              |  |  |        |        |
|  |                          | 3e Scorpions de Mulhouse | 4 (2+2)              |           |              |              |  |  |        |        |
|  | 3e Scorpions de Mulhouse | 3e Scorpions de Mulhouse | 4 (2+2)              | 9 (2+7)   |              |              |  |  |        |        |
|  | 3e Scorpions de Mulhouse |                          |                      | 9 (2+7)   |              |              |  |  |        |        |
|  | 6e Boxers de Bordeaux    | 4 (2+2)                  |                      |           |              |              |  |  |        |        |
|  | 6e Boxers de Bordeaux    | 4 (2+2)                  |                      |           |              |              |  |  |        |        |

## Division 2

### Formule de la saison
Les vingt équipes sont réparties en 2 poules tirés au sort. Elles se rencontrent toutes en match aller-retour (formule championnat) pour une phase de qualification. Une victoire rapporte deux points, un match nul un point et une défaite zéro point. Il n'y a pas de prolongation.
À l'issue de ce championnat, un classement est établi dans chaque poule : les équipes classées aux huit premières places de chacune sont qualifiées pour les séries éliminatoires (playoff).Le vainqueur de la finale est déclaré Champion de France de Division 2; lui et son dauphin accèdent à la Division 1
Les équipes classées aux deux dernières places de chaque poule jouent une poule de maintien à quatre équipes en match aller-retour sous la formule championnat. Les deux dernières équipes du classement final sont reléguées en Division 3.

### Clubs engagés
Poule A
- Castors d'Asnières
- Élans de Champigny
- Sangliers Arvernes de Clermont
- Corsaires de Dunkerque
- Lions de Lyon
- Corsaires de Nantes
- Dragons de Rouen
- Bélougas de Toulouse
- Diables noirs de Tours
- Bouquetins de Vanoise

Poule B
- Orques d'Anglet
- Éléphants de Chambéry
- Vikings de Cherbourg
- Dogs de Cholet
- Peaux-Rouges d'Évry
- Aigles de La Roche-sur-Yon
- Hockey Club de Meudon
- Français Volants de Paris
- Jets de Viry-Essonne
- Lions de Wasquehal

### Résultats

#### Saison régulière

##### Poule A
Nota : PJ : parties jouées, V. : victoires, N. : matchs nuls, P. : défaites, Pts : points, Bp : buts pour, Bc : buts contre, Diff : différence de buts.
|     | Équipe           | PJ | V. | N. | P. | Pts | Bp  | Bc  | Diff |
| --- | ---------------- | -- | -- | -- | -- | --- | --- | --- | ---- |
| 1er | Tours            | 18 | 17 | 1  | 0  | 35  | 99  | 36  | +63  |
| 2e  | Lyon             | 18 | 12 | 3  | 3  | 27  | 107 | 71  | +36  |
| 3e  | Asnières         | 18 | 9  | 4  | 5  | 22  | 109 | 63  | +46  |
| 4e  | Dunkerque        | 18 | 9  | 3  | 6  | 21  | 84  | 82  | +2   |
| 5e  | Toulouse Blagnac | 18 | 9  | 2  | 7  | 20  | 73  | 70  | +3   |
| 6e  | Rouen II         | 18 | 6  | 2  | 10 | 14  | 63  | 70  | -7   |
| 7e  | Vanoise          | 18 | 6  | 1  | 11 | 13  | 81  | 124 | -43  |
| 8e  | Clermont         | 18 | 4  | 3  | 11 | 11  | 66  | 111 | -45  |
| 9e  | Nantes           | 18 | 3  | 3  | 12 | 9   | 82  | 97  | -15  |
| 10e | Champigny        | 18 | 4  | 0  | 14 | 8   | 72  | 112 | -40  |

##### Poule B
|     | Équipe           | PJ | V. | N. | P. | Pts | Bp  | Bc  | Diff |
| --- | ---------------- | -- | -- | -- | -- | --- | --- | --- | ---- |
| 1er | Cholet           | 18 | 16 | 1  | 1  | 33  | 149 | 45  | +104 |
| 2e  | La Roche sur Yon | 18 | 12 | 2  | 4  | 26  | 89  | 71  | +18  |
| 3e  | Anglet           | 18 | 12 | 2  | 4  | 26  | 96  | 72  | +24  |
| 4e  | Évry             | 18 | 7  | 6  | 5  | 20  | 105 | 98  | +7   |
| 5e  | Français Volants | 18 | 10 | 0  | 8  | 20  | 86  | 82  | +4   |
| 6e  | Viry             | 18 | 8  | 1  | 9  | 17  | 76  | 74  | +2   |
| 7e  | Wasquehal        | 18 | 4  | 5  | 9  | 13  | 92  | 120 | -28  |
| 8e  | Meudon           | 18 | 6  | 0  | 12 | 12  | 84  | 115 | -31  |
| 9e  | Chambéry         | 18 | 2  | 4  | 12 | 8   | 61  | 103 | -42  |
| 10e | Cherbourg        | 18 | 2  | 1  | 15 | 5   | 76  | 134 | -58  |

#### Séries éliminatoires
Les séries se jouent en match aller-retour. Le vainqueur est déclaré en fonction de la différence de buts. En cas d'égalité, les équipes disputent une prolongation et, si nécessaire, une épreuve de tirs au but.
Les matchs sont organisés de la façon suivante : Le premier de la poule Nord rencontre le huitième de la poule Sud, le deuxième rencontre le septième et ainsi de suite jusqu'au match opposant le huitième de la poule Nord au premier de la poule Sud.
À la suite de la décision du Tribunal Administratif d'Orléans, le club de Tours est autorisé à participer aux play-off, mais ne pourra pas accéder à la Division 1, quel que soit son classement final, conformément au règlement de la fédération, interdisant à un club relégué pour raisons financières d'accéder à la division supérieure l'année de sa relégation.
Ayant fait évoluer deux joueurs non qualifiés lors du match Anglet - Rouen, le club de Rouen s'est vu donné le match perdu 5-0 sur tapis vert, qualifiant ainsi les Orques d'Anglet pour les quarts de finale
|  | Huitièmes de finale               | Huitièmes de finale           |                              |          | Quarts-de-finale | Quarts-de-finale |  |  | Demi-finales | Demi-finales |  |  | Finale | Finale |
|  |                                   |                               |                              |          |                  |                  |  |  |              |              |  |  |        |        |
|  |                                   |                               |                              |          |                  |                  |  |  |              |              |  |  |        |        |
|  |                                   |                               |                              |          |                  |                  |  |  |              |              |  |  |        |        |
|  | N1 Diables noirs de Tours         | 18 (10+8)                     |                              |          |                  |                  |  |  |              |              |  |  |        |        |
|  | N1 Diables noirs de Tours         | 18 (10+8)                     |                              |          |                  |                  |  |  |              |              |  |  |        |        |
|  | S8 Hockey Club de Meudon          | 8 (5+3)                       |                              |          |                  |                  |  |  |              |              |  |  |        |        |
|  | S8 Hockey Club de Meudon          | 8 (5+3)                       | N1 Diables noirs de Tours    | 5 (1+4)  |                  |                  |  |  |              |              |  |  |        |        |
|  |                                   |                               | N1 Diables noirs de Tours    | 5 (1+4)  |                  |                  |  |  |              |              |  |  |        |        |
|  |                                   | N6 Bélougas de Toulouse       | 9 (4+5)                      |          |                  |                  |  |  |              |              |  |  |        |        |
|  | N6 Bélougas de Toulouse           | N6 Bélougas de Toulouse       | 9 (4+5)                      | 11 (9+2) |                  |                  |  |  |              |              |  |  |        |        |
|  | N6 Bélougas de Toulouse           |                               |                              | 11 (9+2) |                  |                  |  |  |              |              |  |  |        |        |
|  | S4 Peaux-Rouges d'Évry            | 7 (2+5)                       |                              |          |                  |                  |  |  |              |              |  |  |        |        |
|  | S4 Peaux-Rouges d'Évry            | 7 (2+5)                       | N6 Bélougas de Toulouse      | 11 (5+6) |                  |                  |  |  |              |              |  |  |        |        |
|  |                                   |                               | N6 Bélougas de Toulouse      | 11 (5+6) |                  |                  |  |  |              |              |  |  |        |        |
|  |                                   | S2 Aigles de La Roche-sur-Yon | 10 (5+5)                     |          |                  |                  |  |  |              |              |  |  |        |        |
|  | N3 Castors d'Asnières             | S2 Aigles de La Roche-sur-Yon | 10 (5+5)                     | 8 (7+1)  |                  |                  |  |  |              |              |  |  |        |        |
|  | N3 Castors d'Asnières             |                               |                              | 8 (7+1)  |                  |                  |  |  |              |              |  |  |        |        |
|  | S6 Jets de Viry-Essonne           | 4 (3+1)                       |                              |          |                  |                  |  |  |              |              |  |  |        |        |
|  | S6 Jets de Viry-Essonne           | 4 (3+1)                       | N3 Castors d'Asnières        | 8 (4+4)  |                  |                  |  |  |              |              |  |  |        |        |
|  |                                   |                               | N3 Castors d'Asnières        | 8 (4+4)  |                  |                  |  |  |              |              |  |  |        |        |
|  |                                   | S2 Aigles de La Roche-sur-Yon | 9 (3+6)                      |          |                  |                  |  |  |              |              |  |  |        |        |
|  | N7 Bouquetins de Vanoise          | S2 Aigles de La Roche-sur-Yon | 9 (3+6)                      | 8 (6+2)  |                  |                  |  |  |              |              |  |  |        |        |
|  | N7 Bouquetins de Vanoise          |                               |                              | 8 (6+2)  |                  |                  |  |  |              |              |  |  |        |        |
|  | S2 Aigles de La Roche-sur-Yon     | 12 (5+7)                      |                              |          |                  |                  |  |  |              |              |  |  |        |        |
|  | S2 Aigles de La Roche-sur-Yon     | 12 (5+7)                      | N6 Bélougas de Toulouse      | 5 (3+2)  |                  |                  |  |  |              |              |  |  |        |        |
|  |                                   |                               | N6 Bélougas de Toulouse      | 5 (3+2)  |                  |                  |  |  |              |              |  |  |        |        |
|  |                                   | N5 Orques d'Anglet            | 10 (4+6)                     |          |                  |                  |  |  |              |              |  |  |        |        |
|  | N2 Lions de Lyon                  | N5 Orques d'Anglet            | 10 (4+6)                     | 10 (4+6) |                  |                  |  |  |              |              |  |  |        |        |
|  | N2 Lions de Lyon                  |                               |                              | 10 (4+6) |                  |                  |  |  |              |              |  |  |        |        |
|  | S7 Lions de Wasquehal             | 2 (1+1)                       |                              |          |                  |                  |  |  |              |              |  |  |        |        |
|  | S7 Lions de Wasquehal             | 2 (1+1)                       | N2 Lions de Lyon             | 4 (2+2)  |                  |                  |  |  |              |              |  |  |        |        |
|  |                                   |                               | N2 Lions de Lyon             | 4 (2+2)  |                  |                  |  |  |              |              |  |  |        |        |
|  |                                   | N5 Orques d'Anglet            | 5 (1+4)                      |          |                  |                  |  |  |              |              |  |  |        |        |
|  | N5 Dragons de Rouen               | N5 Orques d'Anglet            | 5 (1+4)                      | 4 (0+4)  |                  |                  |  |  |              |              |  |  |        |        |
|  | N5 Dragons de Rouen               |                               |                              | 4 (0+4)  |                  |                  |  |  |              |              |  |  |        |        |
|  | S3 Orques d'Anglet                | 8 (5+3)                       |                              |          |                  |                  |  |  |              |              |  |  |        |        |
|  | S3 Orques d'Anglet                | 8 (5+3)                       | N5 Orques d'Anglet           | 10 (6+4) |                  |                  |  |  |              |              |  |  |        |        |
|  |                                   |                               | N5 Orques d'Anglet           | 10 (6+4) |                  |                  |  |  |              |              |  |  |        |        |
|  |                                   | S5 Français Volants de Paris  | 4 (1+3)                      |          |                  |                  |  |  |              |              |  |  |        |        |
|  | N4 Corsaires de Dunkerque         | S5 Français Volants de Paris  | 4 (1+3)                      | 11 (5+6) |                  |                  |  |  |              |              |  |  |        |        |
|  | N4 Corsaires de Dunkerque         |                               |                              | 11 (5+6) |                  |                  |  |  |              |              |  |  |        |        |
|  | S5 Français volants de Paris      | 14 (8+6)                      |                              |          |                  |                  |  |  |              |              |  |  |        |        |
|  | S5 Français volants de Paris      | 14 (8+6)                      | S5 Français volants de Paris | 12 (6+6) |                  |                  |  |  |              |              |  |  |        |        |
|  |                                   |                               | S5 Français volants de Paris | 12 (6+6) |                  |                  |  |  |              |              |  |  |        |        |
|  |                                   | S1 Dogs de Cholet             | 11 (5+6)                     |          |                  |                  |  |  |              |              |  |  |        |        |
|  | N8 Sangliers Arvernes de Clermont | S1 Dogs de Cholet             | 11 (5+6)                     | 6 (2+4)  |                  |                  |  |  |              |              |  |  |        |        |
|  | N8 Sangliers Arvernes de Clermont |                               |                              | 6 (2+4)  |                  |                  |  |  |              |              |  |  |        |        |
|  | S1 Dogs de Cholet                 | 17 (4+13)                     |                              |          |                  |                  |  |  |              |              |  |  |        |        |
|  | S1 Dogs de Cholet                 | 17 (4+13)                     |                              |          |                  |                  |  |  |              |              |  |  |        |        |

Les Orques d'Anglet sont donc Champions de France de Division 2 et montent en Division 1 en compagnie des Bélougas de Toulouse.

#### Poule de maintien
À l'issue de la saison régulière, le club de Cherbourg déclare forfait général et est donc relégué en Division 3. La poule de maintien se jouera donc entre Nantes, Chambéry et Champigny. Seul le dernier club de cette poule descendra en Division 3. Champigny finit dernier de cette poule à 3 et descend en Division 3 en compagnie de Cherbourg pour la saison 2010-2011. Cependant, le dépôt de bilan des Diables Noirs de Tours entraîne le repêchage de Champigny.
|     | Équipe    | PJ | V. | N. | P. | Pts | Bp | Bc | Diff |
| --- | --------- | -- | -- | -- | -- | --- | -- | -- | ---- |
| 1er | Chambéry  | 4  | 2  | 1  | 1  | 5   | 14 | 10 | +4   |
| 2e  | Nantes    | 4  | 2  | 0  | 2  | 4   | 16 | 18 | -2   |
| 3e  | Champigny | 4  | 1  | 1  | 2  | 3   | 14 | 16 | -2   |

## Division 3

### Clubs engagés
- Première phase :

Les trente équipes sont réparties en 6 poules géographiques. Chaque équipe rencontre deux fois les équipes de sa poule. Une victoire rapporte 2 points, un match nul 1 point, une défaite 0 point et un forfait -1 point. Il n'y a pas de prolongations.
Un classement est établi : les équipes classées aux trois premières places de chaque poule se qualifient pour les « Play-Off », les équipes classées au-delà de la troisième place jouent les « Play-Down ».
- Play-Off :

Les équipes sont réparties en trois poules géographiques de six équipes :
- Groupe G : Les équipes issues des groupes A et B
- Groupe H : Les équipes issues des groupes C et D
- Groupe I : Les équipes issues des groupes E et F

Les équipes affrontent, en matchs aller-retour, chaque équipe de leur groupe. Une fois les « Play-Off » terminés, les premiers de chaque groupe ainsi que le meilleur deuxième se qualifient pour le Carré final, dont le vainqueur est proclamé champion de France de Division 3 et est promu en Division 2 en compagnie de l'équipe classé seconde de ce carré final.
- Play-Down :

Les équipes sont réparties en 3 poules géographiques, dans lesquelles les équipes s'affrontent en matchs aller/retour. Les premiers de chaque groupe ainsi que le meilleur second se qualifient pour le tournoi final. La division 3 étant l'échelon national le plus bas du hockey français, il n'y a pas de relégation.
| Groupe A - Aigles de La Roche-sur-Yon II - Taureaux de feu de Limoges - Diables noirs de Tours II - Lames affûtées de Niort - Dragons de Poitiers - Cormorans de Rennes | Groupe B - Castors d'Asnières II - Renards d'Orléans - Boulogne-Billancourt - Jokers de Cergy II - Coqs de Courbevoie II - Dock's du Havre | Groupe C - Lions de Compiègne - Corsaires de Dunkerque II - Bisons de Neuilly-sur-Marne II - Loups de Saint-Ouen - Diables rouges de Valenciennes |

| Groupe D - Galaxians d'Amnéville II - Étoile noire de Strasbourg II - Gaulois de Châlons-en-Champagne - Dauphins d'Épinal II - Tornado de Luxembourg - Graoully de Metz | Groupe E - Remparts de Besançon - Lions de Belfort - Titans de Colmar - Ducs de Dijon II - Scorpions de Mulhouse II | Groupe F - Aigles des Pyrénées de Font-Romeu - Renards de Roanne - Ours de Villard-de-Lans II - Boucaniers de Toulon |

### Première Phase
La Première Phase se déroule du 27 septembre 2009 au 21 décembre 2009.

#### Groupe A
| Domicile / Extérieur | Limoges | Niort | Tours II | Rennes | Poitiers | La Roche sur Yon II |
| Limoges              |         | 6-5   | 5-4      | 8-1    | 15-4     | 17-3                |
| Niort                | 1-7     |       | 2-3      | 4-4    | 6-3      | 5-2                 |
| Tours II             | 4-1     | 4-6   |          | 5-0    | 7-2      | 19-0                |
| Rennes               | 7-11    | 6-4   | 3-5      |        | 4-4      | 11-3                |
| Poitiers             | 1-6     | 4-5   | 7-3      | 3-2    |          | 11-3                |
| La Roche sur Yon II  | 1-12    | 4-8   | 5-5      | 3-10   | 6-5      |                     |

| Clt | Équipe              | PJ | V | N | D | Pts | +  | -   | Diff. |
| --- | ------------------- | -- | - | - | - | --- | -- | --- | ----- |
| 1   | Limoges             | 10 | 9 | 0 | 1 | 18  | 88 | 31  | +57   |
| 2   | Tours II            | 10 | 6 | 1 | 3 | 13  | 59 | 31  | +28   |
| 3   | Niort               | 10 | 5 | 1 | 4 | 11  | 46 | 43  | +3    |
| 4   | Rennes              | 10 | 3 | 2 | 5 | 8   | 48 | 50  | -2    |
| 5   | Poitiers            | 10 | 3 | 1 | 6 | 7   | 44 | 57  | -13   |
| 6   | La Roche sur Yon II | 10 | 1 | 1 | 8 | 3   | 30 | 103 | -73   |

#### Groupe B
| Domicile / Extérieur | Orléans | Corbevoie II | Boulogne-Billancourt | Le Havre | Cergy II | Asnières II |
| Orléans              | 9-2     | 7-1          | 7-2                  | 19-1     | 10-2     | 13-3        |
| Corbevoie II         | 3-4     |              | 8-4                  | 11-2     | 2-4      | 5-2         |
| Boulogne-Billancourt | 6-5     | 2-5          |                      | 6-2      | 9-4      | 8-5         |
| Le Havre             | 2-17    | 4-4          | 6-3                  |          | 3-3      | 8-5         |
| Cergy II             | 1-7     | 4-7          | 3-6                  | 9-2      |          | 3-2         |
| Asnières II          | 2-4     | 6-5          | 3-8                  | 3-8      | 9-6      |             |

| Clt | Équipe               | PJ | V  | N | D | Pts | +  | -  | Diff |
| --- | -------------------- | -- | -- | - | - | --- | -- | -- | ---- |
| 1   | Orléans              | 10 | 10 | 0 | 0 | 20  | 98 | 21 | +77  |
| 2   | Corbevoie II         | 10 | 5  | 1 | 4 | 11  | 52 | 41 | +11  |
| 3   | Boulogne-Billancourt | 10 | 5  | 0 | 5 | 10  | 51 | 51 | 0    |
| 4   | Le Havre             | 10 | 3  | 2 | 5 | 8   | 38 | 80 | - 42 |
| 5   | Cergy II             | 10 | 3  | 1 | 6 | 7   | 39 | 57 | - 18 |
| 6   | Asnières 2           | 10 | 2  | 0 | 8 | 4   | 40 | 68 | -28  |

#### Groupe C
| Domicile / Extérieur | Neuilly sur Marne II | Valenciennes | Compiègne | Saint-Ouen | Dunkerque II |
| Neuilly sur Marne II |                      | 4-6          | 10-9      | 13-4       | 8-2          |
| Valenciennes         | 4-5                  |              | 0-8       | 4-4        | 8-0          |
| Compiègne            | 11-3                 | 8-3          |           | 5-2        | 19-5         |
| Saint-Ouen           | 4-6                  | 2-5          | 2-8       |            | 13-8         |
| Dunkerque II         | 7-10                 | 4-6          | 3-13      | 8-7        |              |

| Clt | Équipe               | PJ | V | N | D | Pts | +  | -  | Diff |
| 1   | Neuilly sur Marne II | 8  | 6 | 0 | 2 | 12  | 59 | 47 | +12  |
| 2   | Valenciennes         | 8  | 4 | 1 | 3 | 9   | 36 | 35 | +1   |
| 3   | Compiègne            | 8  | 7 | 0 | 1 | 8   | 81 | 28 | +53  |
| 4   | St Ouen              | 8  | 1 | 1 | 6 | 3   | 36 | 57 | -21  |
| 5   | Dunkerque II         | 8  | 1 | 0 | 7 | 2   | 37 | 82 | -45  |

Compiègne a été sanctionné de 6 points pour avoir aligné un joueur prêté par Amiens sans en avoir le droit.

#### Groupe D
| Domicile / Extérieur | Châlons | Épinal II | Luxembourg | Metz | Strasbourg II |
| Châlons              |         | 5-9       | 11-7       | 8-7  | 3-7           |
| Épinal II            | 0-6     |           | 5 -3       | 1-24 | 3-7           |
| Luxembourg           | 4-5     | 2-3       |            | 3-10 | 4-5           |
| Metz                 | 17-1    | 8-3       | 12-3       |      | 3-2           |
| Strasbourg II        | 5-4     | 5-2       | 8-2        | 9-4  |               |

| Clt | Équipe        | PJ | V | N | D | Pts | +  | -  | Diff |
| 1   | Strasbourg II | 8  | 7 | 0 | 1 | 14  | 48 | 25 | +23  |
| 2   | Metz          | 8  | 6 | 0 | 2 | 12  | 85 | 30 | +55  |
| 3   | Châlons       | 8  | 4 | 0 | 4 | 8   | 43 | 56 | -13  |
| 4   | Épinal II     | 8  | 3 | 0 | 5 | 6   | 26 | 60 | -34  |
| 5   | Luxembourg    | 8  | 0 | 0 | 8 | 0   | 28 | 59 | -31  |
| 6   | Amnéville II  | 0  | 0 | 0 | 0 | 0   | 0  | 0  | 0    |

La réserve d'Amnéville, initialement engagé dans ce groupe, déclare forfait général

#### Groupe E
| Domicile / Extérieur | Belfort | Colmar | Besançon | Dijon II | Mulhouse II |
| Belfort              |         | 5-7    | 8-3      | 7-1      | 16-3        |
| Colmar               | 4-11    |        | 2-4      | 11-8     | 6-1         |
| Besançon             | 1-6     | 3-7    |          | 5-5      | 4-4         |
| Dijon II             | 4-9     | 3-8    | 3-11     |          | 11-1        |
| Mulhouse II          | 7-6     | 4-15   | 3-4      | 5-6      |             |

| Clt | Équipe      | PJ | V | N | D | Pts | +  | -  | Diff |
| --- | ----------- | -- | - | - | - | --- | -- | -- | ---- |
| 1   | Belfort     | 8  | 6 | 0 | 2 | 12  | 68 | 30 | +38  |
| 2   | Colmar      | 8  | 6 | 0 | 2 | 12  | 60 | 39 | +31  |
| 3   | Besançon    | 8  | 3 | 2 | 3 | 8   | 35 | 38 | -3   |
| 4   | Dijon II    | 8  | 2 | 1 | 5 | 5   | 41 | 57 | -16  |
| 5   | Mulhouse II | 8  | 1 | 1 | 6 | 3   | 28 | 68 | -40  |

#### Groupe F
| Domicile / Extérieur | Toulon | Villard-de-Lans II | Roanne | Fort-Romeu |
| Toulon               |        | 6-2                | 9-3    | 18-0       |
| Villard-de-Lans II   | 2-7    |                    | 5-2    | 7-4        |
| Roanne               | 8-8    | 3-3                |        | 2-4        |
| Font-Romeu           | 1-15   | 5-2                | 8-8    |            |

| Clt | Équipe     | PJ | V | N | D | Pts | +  | -  | Diff |
| --- | ---------- | -- | - | - | - | --- | -- | -- | ---- |
| 1   | Toulon     | 6  | 6 | 0 | 0 | 12  | 63 | 8  | +55  |
| 2   | Villard II | 6  | 2 | 1 | 3 | 5   | 21 | 27 | -6   |
| -   | Fort Romeu | 6  | 2 | 1 | 3 | 5   | 22 | 52 | -30  |
| 4   | Roanne     | 6  | 0 | 2 | 4 | 2   | 18 | 37 | -19  |

### Seconde phase

#### Play Off

##### Poule G
| Domicile / Extérieur | ACBB | Niort | Limoges | Courbevoie II | Orléans | Tours II |
| ACBB                 |      | 11-4  | 6-2     | 2-5           | 6-5     | 3-3      |
| Niort                | 4-4  |       | 1-7     | Rep.          | 1-9     | 3-7      |
| Limoges              | 7-6  | 9-2   |         | 5-3           | 1-5     | 6-2      |
| Courbevoie II        | 3-4  | 12-4  | 2-4     |               | 7-1     | 1-3      |
| Orléans              | 10-5 | 17-0  | 8-3     | 7-1           |         | 6-2      |
| Tours II             | 4-4  | 12-2  | 8-3     | 8-5           | 4-5     |          |

| Clt | Équipe        | PJ | V | N | D | Pts | +  | -  | Diff |
| --- | ------------- | -- | - | - | - | --- | -- | -- | ---- |
| 1   | Orléans       | 10 | 9 | 0 | 1 | 18  | 81 | 26 | +55  |
| 2   | ACBB          | 10 | 5 | 3 | 2 | 13  | 55 | 44 | +11  |
| 3   | Limoges       | 10 | 6 | 0 | 4 | 12  | 46 | 46 | 0    |
| 4   | Tours II      | 9  | 4 | 2 | 3 | 10  | 41 | 37 | +4   |
| 5   | Courbevoie II | 9  | 1 | 0 | 8 | 2   | 34 | 50 | -16  |
| 6   | Niort         | 8  | 0 | 1 | 7 | 1   | 23 | 77 | -54  |

Orléans qualifié pour le tournoi final.

Non joué : Niort - Courbevoie II

Tours II - Niort non compté dans le classement

##### Poule H
| Domicile / Extérieur | Metz      | Strasbourg II | Chalons | Compiègne | Valenciennes | Neuilly / Marne II |
| Metz                 |           | 6-5           | 15-3    | 11-2      | 12-0         | 11-4               |
| Strasbourg II        | 4-5       |               | 11-1    | 4-4       | 10-3         | 7-0                |
| Chalons              | 0-5 forf. | 8-4           |         | 1-16      | 4-5          | 13-2               |
| Compiègne            | 4-7       | 3-1           | 9-6     |           | 14-3         | 14-4               |
| Valenciennes         | 2-5       | 2-5           | 6-5     | 5-2       |              | 2-3                |
| Neuilly / Marne II   | 2-14      | 2-12          | 12-6    | 5-6       | 2-14         |                    |

| Clt | Équipe           | PJ | V  | N | D | Pts | +  | -  | Diff |
| --- | ---------------- | -- | -- | - | - | --- | -- | -- | ---- |
| 1   | Metz             | 10 | 10 | 0 | 0 | 20  | 91 | 26 | +65  |
| 2   | Compiègne        | 10 | 6  | 1 | 3 | 13  | 74 | 47 | +27  |
| 3   | Strasbourg II    | 10 | 5  | 1 | 4 | 11  | 63 | 34 | +29  |
| 4   | Valenciennes     | 10 | 4  | 0 | 6 | 8   | 42 | 62 | -20  |
| 5   | Chalons          | 10 | 2  | 0 | 8 | 4   | 47 | 85 | -38  |
| 6   | Neuilly/Marne II | 10 | 2  | 0 | 8 | 4   | 36 | 99 | -63  |

Metz qualifié pour le carré final
Metz, au départ interdit de participer aux play-off pour ne pas aligner suffisamment d'équipes en hockey mineur, a fait appel et a été réintégré après la troisième journée. La réserve d'Epinal, initialement repêchée, accepte de jouer les play-down. En conséquence, les résultats des rencontres Epinal II - Strasbourg II (1-7), et Chalons - Épinal II (3-7) ont été annulés.

##### Poule I
| Domicile / Extérieur | Belfort | Colmar | Besançon | Toulon | Font Romeu | Villard 2 |
| Belfort              |         | 6-6    | 8-3      | 0-10   | 6-2        | 10-3      |
| Colmar               | 2-7     |        | 8-2      | 4-7    | 12-4       | 5-0       |
| Besançon             | 2-7     | 6-5    |          | 1-13   | 7-3        | 5-3       |
| Toulon               | 9-1     | 13-3   | 18-0     |        | 16-2       | 24-1      |
| Font Romeu           | 0-7     | 4-3    | 5-4      | 3-8    |            | 5-11      |
| Villard II           | 4-8     | 5-2    | 11-1     | 3-7    | 7-8        |           |

| Clt | Équipe     | PJ | V  | N | D | Pts | +   | -  | Diff |
| --- | ---------- | -- | -- | - | - | --- | --- | -- | ---- |
| 1   | Toulon     | 10 | 10 | 0 | 0 | 20  | 125 | 18 | +107 |
| 2   | Belfort    | 10 | 7  | 1 | 2 | 15  | 60  | 41 | +19  |
| 3   | Colmar     | 10 | 3  | 1 | 6 | 7   | 50  | 54 | -4   |
| 4   | Besançon   | 10 | 3  | 0 | 7 | 6   | 31  | 81 | -50  |
| 5   | Font-Romeu | 10 | 3  | 0 | 7 | 6   | 36  | 81 | -45  |
| 6   | Villard II | 10 | 3  | 0 | 7 | 5   | 48  | 75 | -27  |

Toulon et Belfort (au titre du meilleur second) qualifiés pour le carré final.

##### Carré Final
| Équipe 1 | Score | Équipe 2 |
| -------- | ----- | -------- |
| Metz     | 3-4   | Orléans  |
| Toulon   | 7-1   | Belfort  |
| Metz     | 10-0  | Belfort  |
| Toulon   | 7-4   | Orléans  |
| Orléans  | 8-5   | Belfort  |
| Toulon   | 3-2   | Metz     |

| Clt | Équipe  | PJ | V | Vp | Dp | D | Pts | +  | -  | Diff |
| --- | ------- | -- | - | -- | -- | - | --- | -- | -- | ---- |
| 1   | Toulon  | 3  | 3 | 0  | 0  | 0 | 9   | 17 | 7  | +10  |
| 2   | Orléans | 3  | 2 | 0  | 0  | 2 | 6   | 16 | 15 | +1   |
| 3   | Metz    | 3  | 1 | 0  | 0  | 2 | 3   | 15 | 7  | +8   |
| 4   | Belfort | 3  | 0 | 0  | 0  | 3 | 0   | 6  | 25 | -19  |

 Toulon et Orléans accèdent à la Division 2 pour le championnat 2010/2011

#### Poule G2
| Clt | Équipe              | PJ | V | N | D | Pts | +  | -  | Pénalités |
| --- | ------------------- | -- | - | - | - | --- | -- | -- | --------- |
| 1   | Rennes              | 8  | 6 | 2 | 0 | 14  | 51 | 31 | 38 min    |
| 2   | Poitiers            | 6  | 4 | 0 | 2 | 8   | 35 | 24 | 16 min    |
| 3   | Le Havre            | 5  | 2 | 2 | 1 | 6   | 41 | 29 | 16 min    |
| 4   | Cergy               | 7  | 2 | 2 | 3 | 6   | 53 | 26 | 16 min    |
| 5   | La Roche sur Yon II | 8  | 0 | 0 | 8 | 0   | 19 | 89 | 24 min    |

| Domicile / Extérieur | Le Havre | Rennes | La Roche sur Yon II | Poitiers | Cergy |
| Le Havre             |          | 6-6    | 14-3                |          | 5-5   |
| Rennes               | 5-11     |        | 7-2                 | 5-3      |       |
| La Roche sur Yon II  | 4-11     | 2-7    |                     | 3-5      | 1-10  |
| Poitiers             |          | 5-6    | 11-4                |          | 6-4   |
| Cergy                |          | 4-4    | 24-0                | 2-5      |       |

#### Poule H2
| Clt | Équipe       | PJ | V | N | D | Pts | +  | -  | Pénalités |
| --- | ------------ | -- | - | - | - | --- | -- | -- | --------- |
| 1   | Asnières II  | 6  | 5 | 0 | 1 | 10  | 38 | 17 | 18 min    |
| 2   | Luxembourg   | 6  | 4 | 1 | 1 | 9   | 36 | 11 |           |
| 3   | Saint Ouen   | 5  | 1 | 1 | 3 | 3   | 15 | 27 |           |
| 4   | Dunkerque II | 5  | 0 | 0 | 5 | 0   | 14 | 48 |           |

| Domicile / Extérieur | Dunkerque II | Luxembourg | Saint Ouen | Asnières II |
| Dunkerque II         |              | 0-13       | 7-8        | 3-11        |
| Luxembourg           | 7-1          |            | 10-2       | 0-4         |
| Saint Ouen           |              | 0-0        |            | 4-7         |
| Asnières II          | 9-3          | 4-6        | 3-1        |             |

#### Poule I2 09-01-2010 au 03-02-2010
| Clt | Équipe      | PJ | V | N | D | Pts | +  | -  |
| --- | ----------- | -- | - | - | - | --- | -- | -- |
| 1   | Metz        | 2  | 2 | 0 | 0 | 2   | 39 | 2  |
| 2   | Mulhouse II | 1  | 0 | 1 | 0 | 1   | 4  | 4  |
| 3   | Roanne      | 2  | 0 | 1 | 1 | 1   | 5  | 33 |
| 4   | Dijon II    | 1  | 0 | 0 | 1 | 0   | 1  | 10 |

| Domicile / Extérieur | Metz | Dijon II | Mulhouse II | Roanne |
| Metz                 |      | 10-1     |             |        |
| Dijon II             |      |          |             |        |
| Mulhouse II          |      |          |             | 4-4    |
| Roanne               | 1-29 |          |             |        |

#### Poule I2 nouveau 03-02-2010 au 03-04-2010
| Clt | Équipe      | PJ | V | N | D | Pts | +  | -  |
| --- | ----------- | -- | - | - | - | --- | -- | -- |
| 1   | Dijon II    | 6  | 5 | 0 | 1 | 10  | 17 | 9  |
| 2   | Epinal II   | 6  | 3 | 1 | 2 | 7   | 25 | 23 |
| 3   | Roanne      | 6  | 1 | 2 | 3 | 4   | 18 | 25 |
| 4   | Mulhouse II | 6  | 1 | 1 | 4 | 3   | 25 | 28 |

| Domicile / Extérieur | Épinal II | Dijon II | Mulhouse II | Roanne |
| Epinal II            |           | 2-6      | 6-5         | 4-2    |
| Dijon II             | 3-1       |          | 3-2         | 3-2    |
| Mulhouse II          | 3-8       | 1-2      |             | 4-4    |
| Roanne               | 4-4       | 1-0      | 5-10        |        |

#### Tournoi Play-Down
|  | Demi-finales | Demi-finales |                        |   | Finale | Finale |
|  | Demi-finales | Demi-finales |                        |   | Finale | Finale |
|  |              |              |                        |   |        |        |
|  |              |              |                        |   |        |        |
|  |              |              |                        |   |        |        |
|  | Dijon 2      | 0            |                        |   |        |        |
|  | Dijon 2      | 0            |                        |   |        |        |
|  | Luxembourg   | 2            |                        |   |        |        |
|  | Luxembourg   | 2            | Luxembourg             | 3 |        |        |
|  |              |              | Luxembourg             | 3 |        |        |
|  |              | Asnières II  | 2                      |   |        |        |
|  | Asnières II  | Asnières II  | 2                      | 9 |        |        |
|  | Asnières II  |              |                        | 9 |        |        |
|  | Le Havre     | 6            |                        |   |        |        |
|  | Le Havre     | 6            | Match pour la 3e place |   |        |        |
|  |              |              |                        |   |        |        |
|  |              |              |                        |   |        |        |
|  |              |              |                        |   |        |        |
|  | Dijon II     | 7            |                        |   |        |        |
|  | Dijon II     | 7            |                        |   |        |        |
|  | Le Havre     | 5            |                        |   |        |        |
|  | Le Havre     | 5            |                        |   |        |        |